# 摄影
摄影（英語：photography）是指使用某种专门设备进行影像记录的过程。一般我们使用机械照相机或者數碼照相机进行靜態圖片摄影，靜態摄影也称照相。而攝影機（攝像放像機）則可以動態攝影，例如電視、電影。目前部分數位相機、數位攝影機，同時具有靜態攝影與動態攝影的功能。

## 基本原理

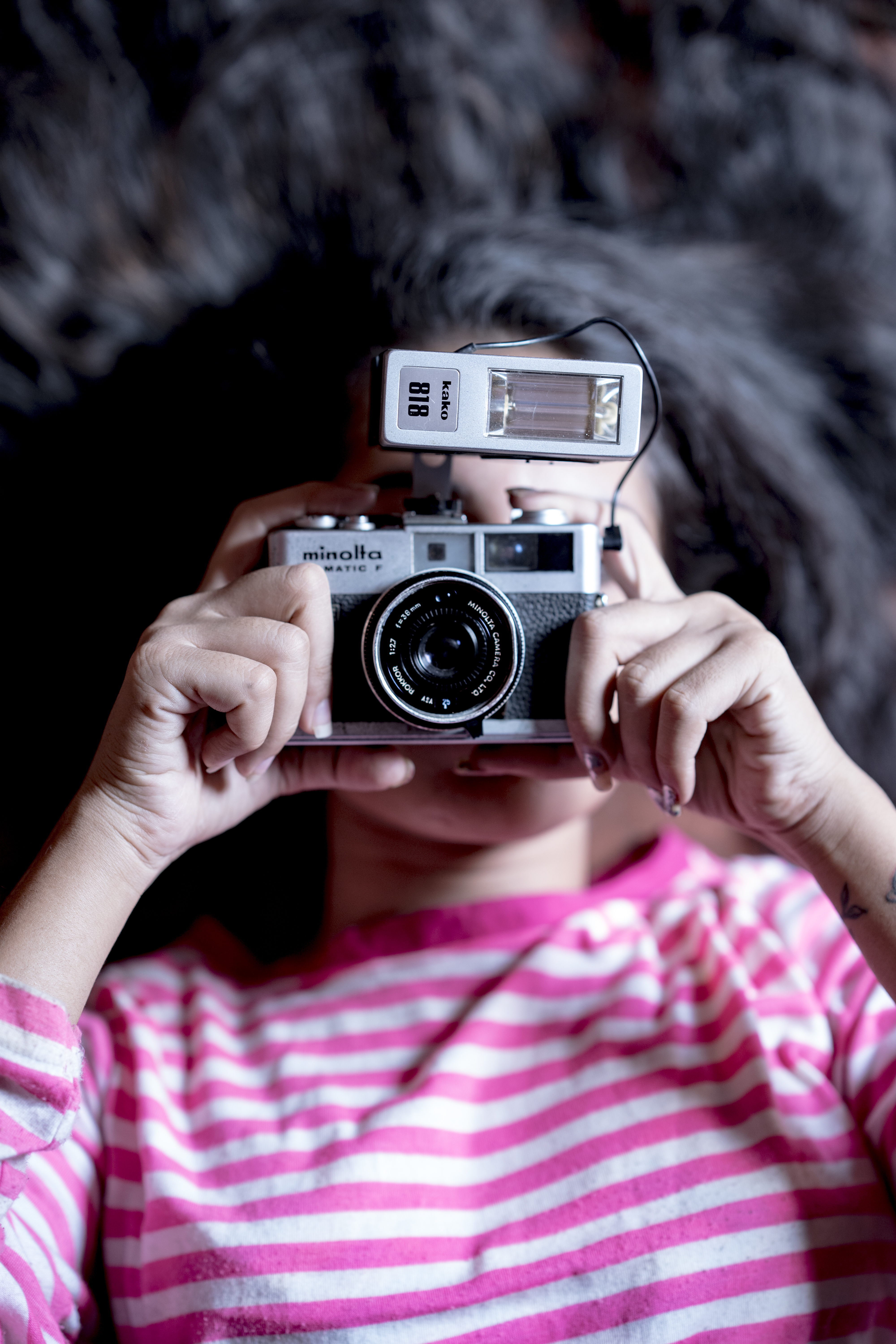
一副近代照相機

在摄影中，通常使用照相机或者照相暗盒（Camera obscura）作为照相设备，利用光学胶卷或者数码存储卡作为记录介质。但也有例外，比如曼·雷的实物投影法（rayographs）就是利用影子在相纸上成像，而不需要用到照相机。
多數照相是用一系列的透鏡組成的鏡頭，將光線折射聚焦後在底片或者CCD光學感應介質，底片本身也是儲存介質，以化學變化儲存訊號。而CCD則會將光轉換為電子訊號後，以數碼存儲卡儲存。儲存的訊號可透過某些方式，還原成光學訊號後，用像片或顯示器觀賞。除了透鏡構成的鏡頭，少數鏡頭是用反射鏡或反射鏡搭配透鏡所構成。

## 历史

### 相機的前身

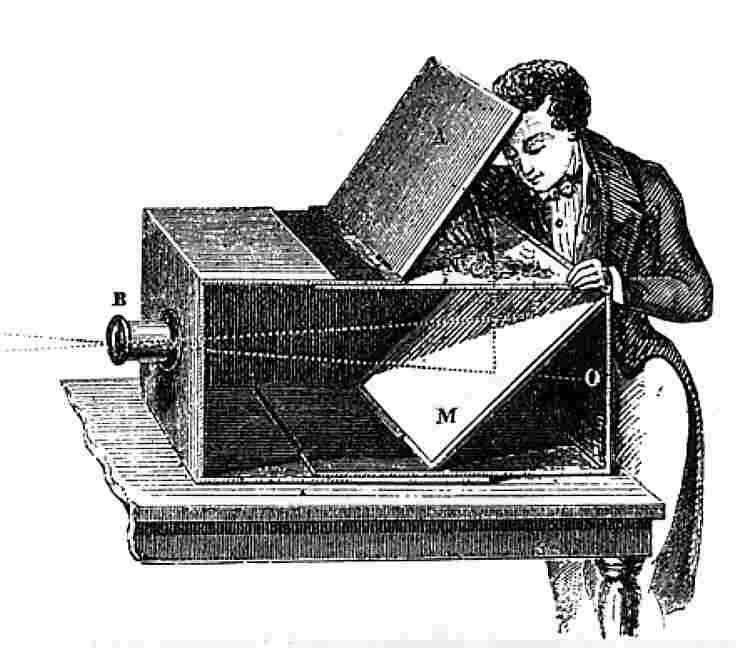
暗箱的工作原理。光線通過鏡頭，經過反光鏡的反射，到達磨砂玻璃，並產生一個影像。把半透明的紙張放在玻璃上，即可勾畫出景物的輪廓。

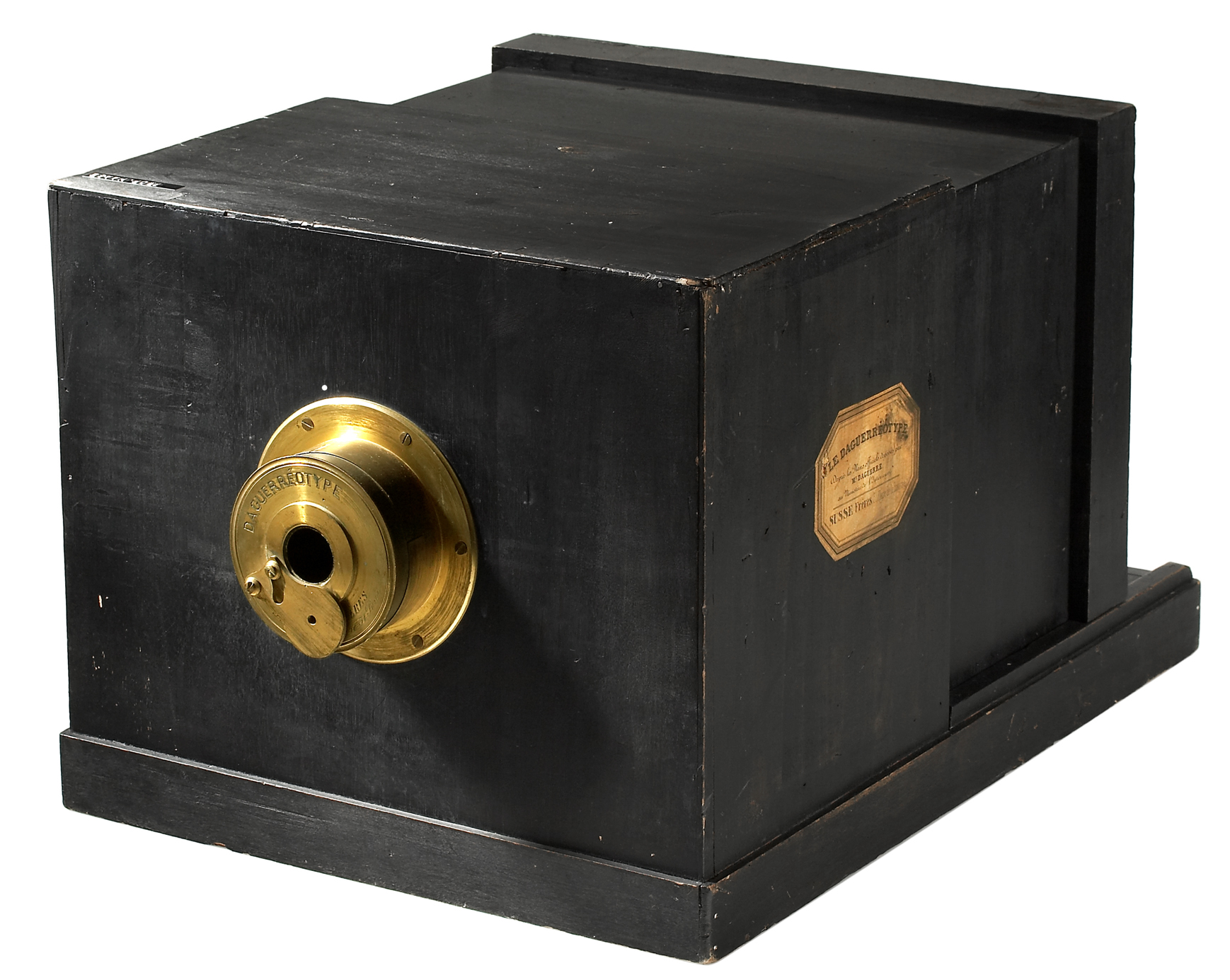
1839年的達蓋爾相機，外觀與暗箱十分相似。

相機的前身為暗箱（Camera obscura），又稱暗盒。原始的暗箱，只是利用一个黑暗的房子的一堵墙上的孔，将外面的景物投射到平面上。實際上，camera obscura的字面意思就是“黑暗的房子”。據說古代中東的遊牧民族就留意到这样的現象：白天的時候，他們躲在帳蓬內休息，偶爾會看到投在帳篷上的倒立影像，而這些影像是來自帳篷的後方。
古代學者如墨子也注意到光線通過小孔可形成倒立影像。亞里士多德在他的著作《論問題》（Problemata）中，提及暗箱的概念。海什木利用針孔裝置，對日食進行觀察。這些針孔裝置，其工作原理，和現在被我們稱為針孔相機的工具，是完全一樣的。
值得一提的是，儘管「暗箱」的概念早在公元前已經出現，但要到1604年，camera obscura這個詞才出現。數學家開普勒是第一個使用這個詞的人。
在15世纪，艺术家们開始利用暗箱作繪畫的輔助工具。布魯內萊斯基利用小孔成像原理進行臨摹，開創透視繪畫法。隨科技的進步，在16世紀陸續有人想出為暗箱裝上凸透鏡，令影像更加清晰明亮。值得一提的是，這些暗箱大多是無法隨意搬動的工具。
达芬奇在《大西洋手稿》中留下了暗箱的草圖。其後又出現可以隨身攜帶，且裝上鏡頭的暗箱，這類暗箱具有對焦機構，有一塊反光鏡，鏡上又有一塊磨砂玻璃可作對焦屏，對焦後把半透明的紙張放在玻璃上繪圖。為了令影像更加清晰，有人想出在暗箱內安裝一片隔膜狀的光圈。
暗箱發展至18世紀，已經十分完備，方便攜帶的暗箱紛紛湧現，成為業餘畫家和畫壇巨匠在旅途上的良伴。至19世紀初，英法等國的攝影先驅開始以暗箱進行實驗，拍攝一系列的照片。不過，由於無法把影像固定下來（定影），照片一經光線照射，影像便消失，相信並沒有實物存世。最早期的相機，其外觀和畫家用的暗箱十分相似。事實上，有不少攝影先驅都是畫家出身。

### 攝影術的誕生

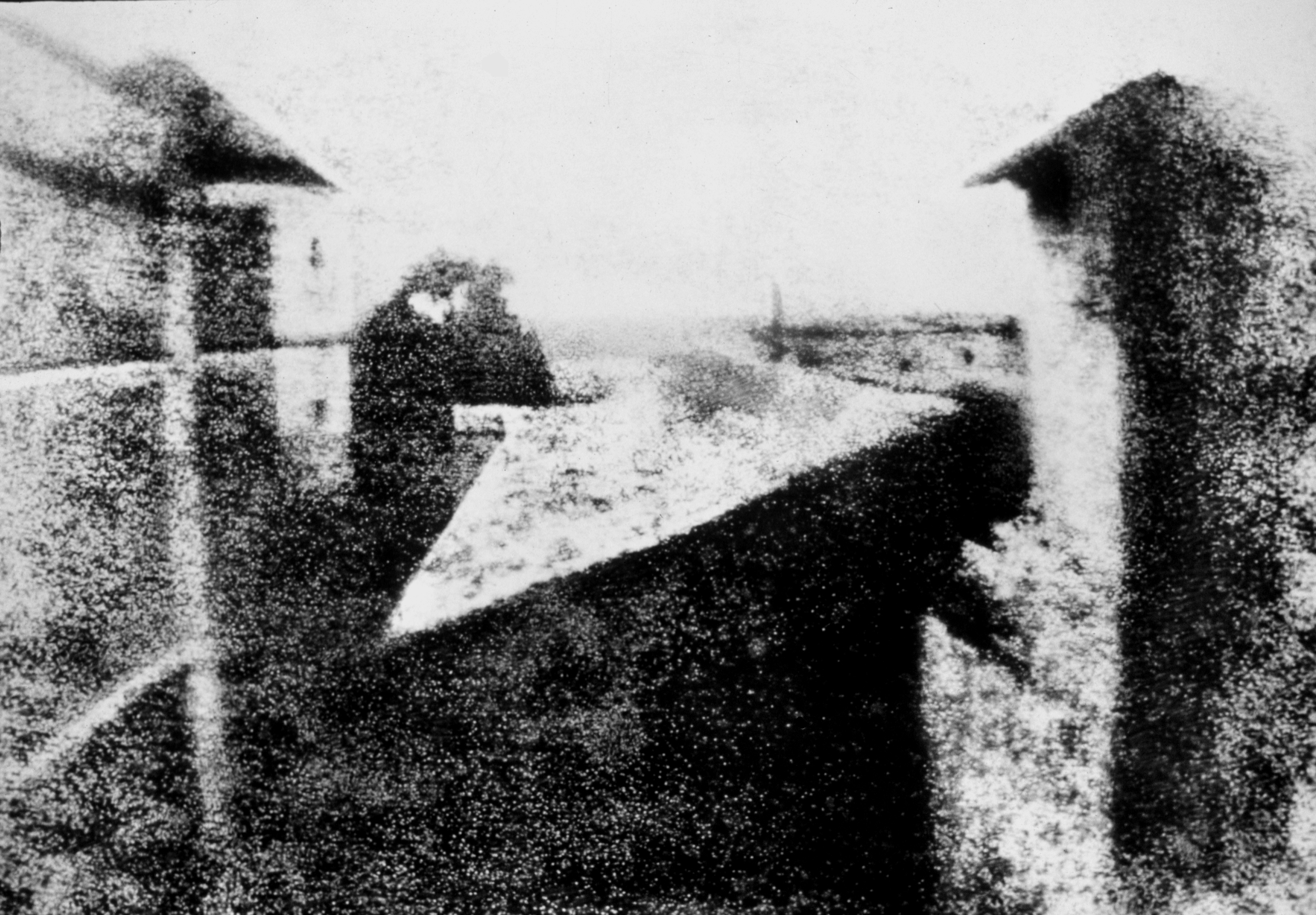
尼埃普斯用暗箱拍攝的照片《窗外風景》，為現存最早的照片，拍攝年份為1826年，花了8小時曝光。這張照片一度被世人遺忘，由1898年最後一次在倫敦公開展出，至1952年被歷史學家尋回，相隔超過半世紀。

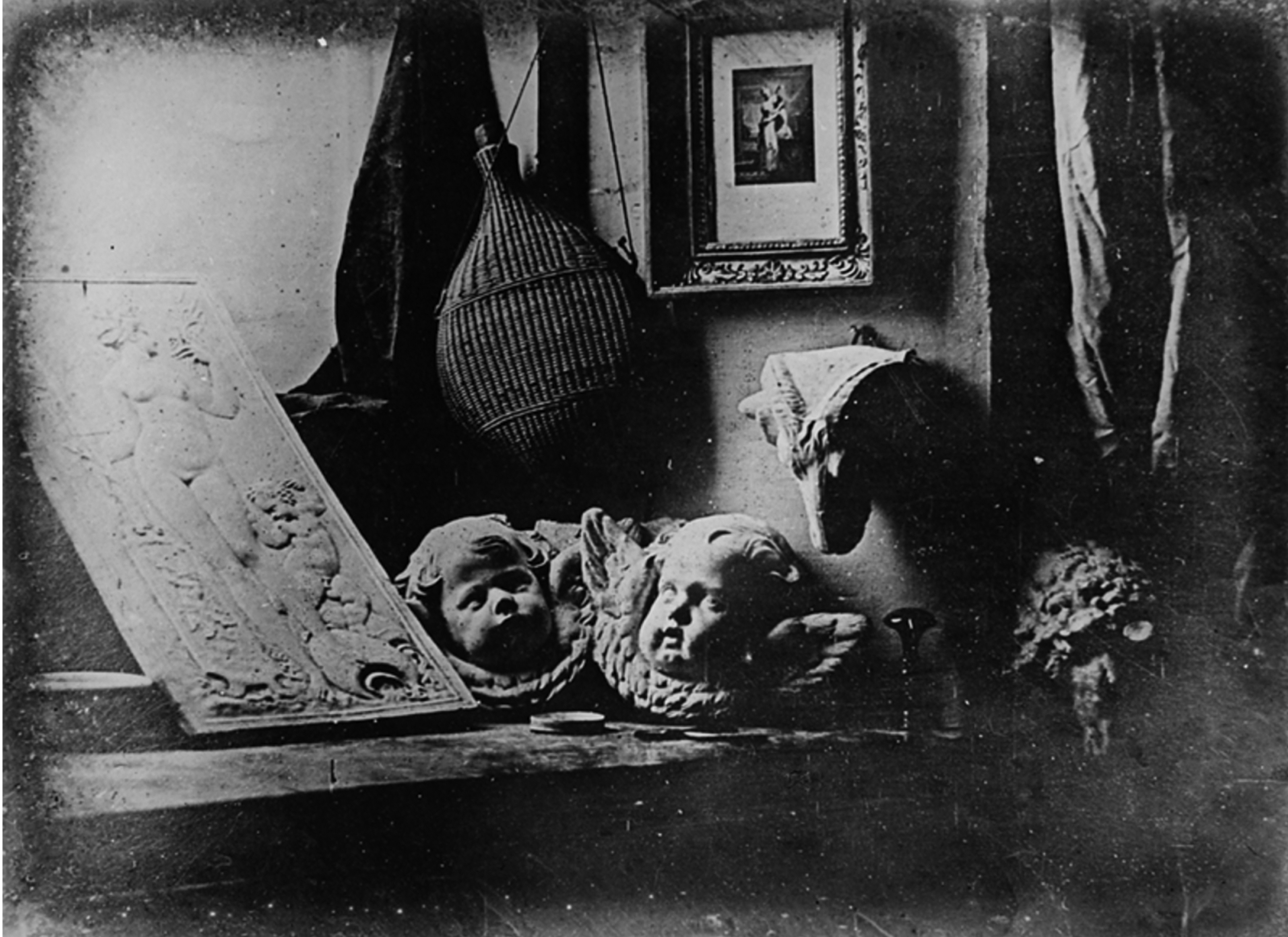
達蓋爾在1837年拍攝的靜物照片，相信是最早的銀版攝影法照片。達蓋爾利用窗口光拍攝，令照片更富立體感。

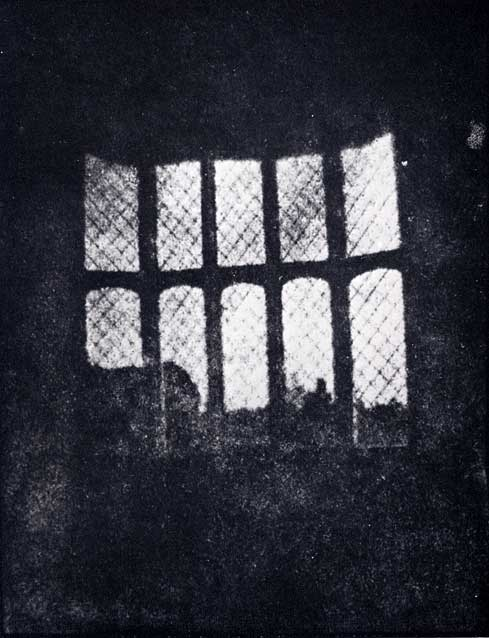
塔尔博特聲稱在1835年拍攝的照片，拍攝地點為雷卡克修道院。

現存最早的照片由法国人尼埃普斯在1826年拍攝。尼埃普斯將猶太沥青塗在白镴版上，曝光8小時獲得此影像。他稱這種技術為日光蝕刻法，但他未及完善这一技术便去世。他的合伙人法国画家達蓋爾繼續研究，发明了達蓋爾攝影法，又稱银版摄影法，在1839年由法國政府買下專利權，并于同年8月19日宣告攝影術的誕生。
銀版攝影法的優點是照片逼真，而且是正像。缺點是從不同的角度觀看，照片會由正像變成負像。此外，由於影像是在一層很薄的銀上形成，因此容易受損，用手指輕擦也可能會令照片受損。後來法國物理學家斐索想出為照片鍍金，並在1840年發明「鍍金法」這種保護措施，方法是把氯化金加進硫代硫酸鈉的水溶液，再灑在照片上，然後用酒精燈加熱，形成黃金保護層。一眾攝影師則想出更直接的方法，把照片密封在玻璃鏡框中。還有，由於使用水銀蒸汽顯影，有可能導致攝影師水銀中毒。其他缺點包括拍出來的影像是左右顛倒、複製照片困難，還有拍攝成本高昂。
不過，由於技術已被公開，銀版攝影法在世界各地廣為流傳，更一度成為主流的攝影方法，至1850年代始被濕版火棉膠攝影法等新方法取代。
作为另一个重要的创始人，英国人塔尔博特于1841年发表了卡羅法。據悉，塔尔博在1835年，用塗上感光物料的高級書寫紙張，拍攝世上第一張負像照片，即後來所謂的負片。通過接觸式印相，可獲得正像照片，由此開創出由负转正的摄影工艺。
卡羅法的拍攝成本較低，又可重複印製相同的照片。但由於使用紙作為負片，影像也較為模糊。相對於達蓋爾的大成功，塔尔博特的發明並沒有引起太大的注意。不過，作為第一種由負轉正的摄影工艺，塔尔博特仍被視為攝影的始創者之一。
塔尔博特的《自然的畫筆》（The Pencil of Nature），於1844年至1866年之間出版，被視為史上首本以照片作為插圖的書籍。但有反對者指，英國植物學家安娜·阿特金斯的《不列顛的海藻照片：藍晒法印象》（Photographs of British Algae: Cyanotype Impressions）才是。
其他對攝影作出重要貢獻的人士，包括英國的約翰·赫歇爾爵士，他創造了photography這個詞，又發現硫代硫酸鈉可以把鹵化銀溶在水中，解決了定影這個問題。其他重要貢獻包括藍晒法這種古典攝影工藝，它成了工業藍圖的前身。
出身顯赫的湯瑪斯·威治伍德，在1790年代開始研究硝酸銀對光線的反應，並嘗試以暗箱拍攝照片，不過以失敗告終。威治伍德又把樹葉放在塗了硝酸銀的白色皮革上，結果皮革未被蓋住的部分變成黑色。威治伍德把一些物件放在經處理的紙上，「複製」出這些物件的模樣，但無法固定影像，時間一长，影像就消失了。一般認為，威治伍德的照片沒有保存下來。
但近年有學者指，其中一張被認為是塔尔博特作品的樹葉照片，可能是威治伍德的作品。假如屬實，有關照片將會是世上最古老的照片，有超過200年的歷史。

### 由風景到肖像

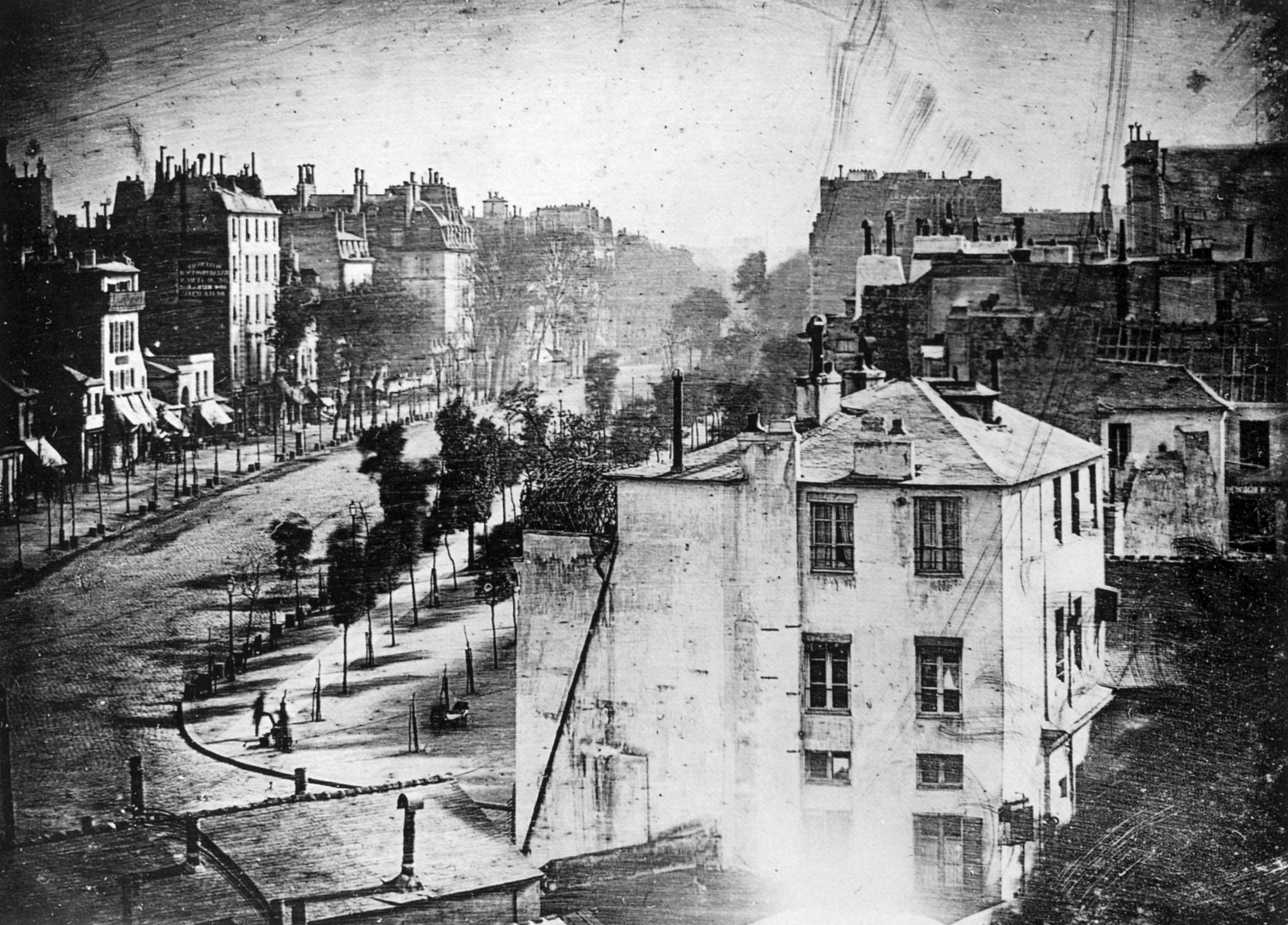
達蓋爾在1838年以銀板摄影法拍攝的巴黎第三區聖殿大道照片，被視為史上首張有人物出現的照片。在照片的左下角，出現了兩個人物，相信是一名鞋匠和他的顧客。照片曝光超過十分鐘，本來車水馬龍的街道因此顯得冷清，只紀錄到兩人的身影。

早期的銀版摄影法，照片的曝光時間很長，需要十多分鐘，很難拍攝肖像和移動中的物體。在這個階段，最常見的攝影題材是風景和靜物，而最具商業潛力的卻是肖像。
在1841年，法國攝影師安東尼·克勞德用氯化碘蒸汽，對金屬感光版加工，成功將曝光時間縮短至以秒計。移居英國的克勞德，買下銀版攝影法在英國的專利權，在英國倫敦開設影樓，是個十分成功的攝影師，獲得不少榮譽，不過一場大火令他的肖像作品化為烏有，只有小量留傳後世。他留給世人的，是他的一項專利發明，就是暗房的紅色安全燈。
鏡頭的演進也起了關鍵的作用。最早期的達蓋爾相機，裝配的是小口徑的鏡頭，光圈只有f/16。大口徑鏡頭的出現，縮短了照片的曝光時間，令拍攝照片更加便利。其中，來自維也納大學的佩茲法爾在1840年設計的一款鏡頭，即所謂的佩茲法爾鏡頭，光圈竟達f/3.6，大受歡迎。其中，由福倫達生產的同類鏡頭尤其著名，英國和美國也有公司生產這類鏡頭，由於生產商眾多，因此規格不一，大小不等，但光圈普遍都在f/3至f/6之間。

### 早期影樓曝光術

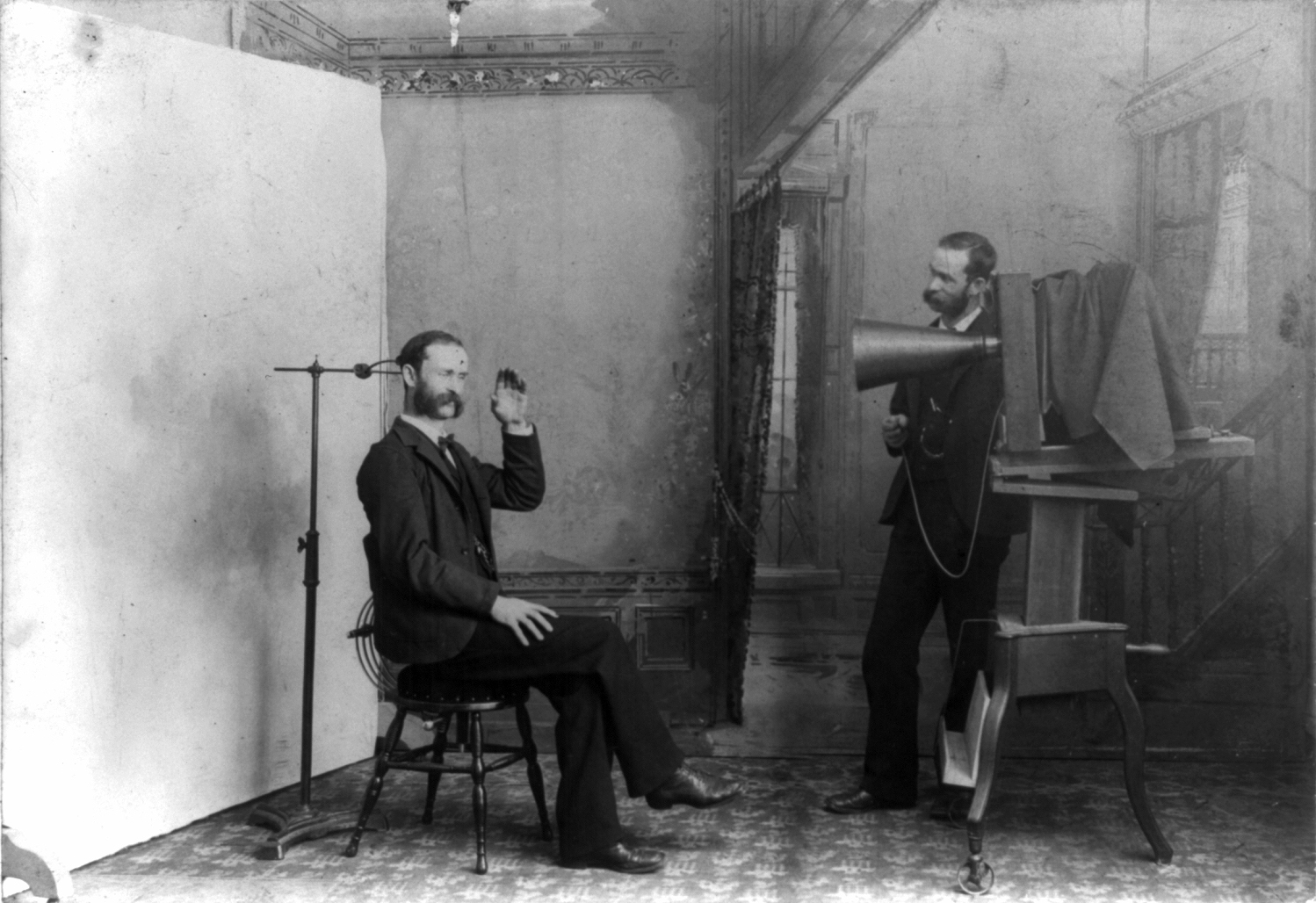
這張1893年的合成照片，可見一名攝影師正在替自己拍照。我們可從這張照片窺探早期照相館的拍照方式。客人坐在椅上，頭部被支架固定，盡可能保持靜止不動，直至完成曝光。巨大的相機固定在木架上，攝影師手執快門線，準備打開快門。這種以支架固定頭部的拍攝方式，在十九世紀末已經落伍。

雖然曝光時間大幅縮短，但曝光時間仍以秒計。假如被攝對象稍有晃動，拍出來的照片也不會清楚。為了獲得清晰影像，攝影師會讓客人坐在椅子上，用几乎隱藏的支架固定頭部，整襟危坐，盡量保持不動。
光源方面，多以自然光為主，當時的影樓都盡可能在建築物的頂層開業。早期的影樓普遍設有向北的玻璃幕牆，或向北的窗口 （页面存档备份，存于）（位於南半球的影樓相反），以漫射光而非直射光拍攝。
當年的相機相當笨重，要固定在特製的木架上，木架的高度可調節。根據當時的天氣狀況，攝影師決定曝光時。拍攝時，攝影師取下鏡頭蓋，曝光開始，攝影師以懷錶計時。蓋上鏡頭蓋，曝光完成，然後把感光版取出，拿到暗房處理。
早期的攝影師，有不少都是畫家出身，由他們拍攝的肖像照片，不難看到有繪畫的影子，特別是半身肖像畫。例如，攝影師會模仿荷蘭畫家林布蘭作品的照明手法，又會使用油畫布作背景。

### 火棉膠攝影法
火棉膠攝影法，又稱膠棉印相過程，往下可分濕版(濕膠棉印相過程、濕版攝影、濕版火棉膠攝影法），與乾版(乾膠棉印相過程、乾版攝影、乾版火棉膠攝影法)兩種，火棉膠攝影法是1850年代出現的一種攝影方法，它的出現幾乎取代了銀版攝影法。火棉膠是一種具黏性的液體，可黏在光滑的玻璃版上，又可作為硝酸銀的載體，令這種感光物料固定在玻璃版上，製成感光版。

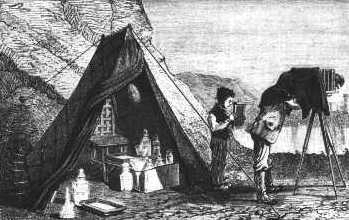
攝影師在戶外拍攝的情況示意圖，攝影師以黑布蒙頭，作裝在三腳架上的相機，另有帳篷和大量玻璃藥瓶。用濕版攝影法照相，需預先準備好感光版，在感光版乾透前拍照。站在攝影師身後的人物可能是助手，負責製作和傳遞感光版。留意他手上的方型物體。

在1851年，英國雕刻家阿切爾發表濕版攝影法，卻沒有申請專利，因此沒有得到多少財富。阿切爾在1857年離世，死前窮困潦倒，他的發明卻惠及世人。
濕版攝影法以玻璃版為負片，可用感光紙複製多張照片，不只降低了攝影成本，還可以把照片寄給親朋好友。與後來甚至出現了所謂的「名片攝影」，顧客到影樓拍攝小型照片，然後把照片貼在個人名片上，在社交場合上大派用場，人們爭相仿效，成為一種時尚。由於利錢甚豐，大大小小的影樓紛紛冒起，競爭非常激烈。
器材商也趁機推出具有多個鏡頭的特製相機，可以在同一塊玻璃版上拍攝多張小型照片。利用這類特製相機，攝影師以相同的成本和工作量，印製出更多的照片，收取更高的費用。後來人們開始把目光轉向戶外，到戶外照相，成為新的拍攝業務。於是出現了可摺疊的相機。

#### 從室內到室外
到室外拍攝，需要可摺疊的相機，可伸縮的木製三腳架，還要有便攜的帳篷和用來盛載藥水的箱子，簡直是把整個暗房都搬到室外。因為用濕版攝影法照相，需預先準備好感光版，並在感光版乾透前拍照。感光版並不能長期存放，一旦乾透就不能拍照。儘管如此，早期的攝影師還是用這種技術到室外拍照。

#### 戰爭攝影
早在克里米亞戰爭爆發前，已經有攝影師拍攝戰爭。有佚名攝影師運用銀版攝影法拍攝，在1847年拍攝美墨戰爭。後來，克里米亞戰爭爆發。

### 相機小型化
1914年，德国“徕兹”显微镜工厂设计师奥斯卡·巴尔纳克尝试製作使用电影胶片双倍规格的（24×36毫米；135型）相机（电影片规格为18×24毫米），并于1924年开始销售徕卡相机。135规格日后成为最为普及的胶片规格，它大大缩小相机体积，使得摄影主流转向纪实摄影，并迅速被大众接受。
數位相機技术在20世纪中后期开始在特种领域进行研究，在上世纪末进入民用市场。1995年，柯达发布了消费型數位相機DC40，标誌着數位相機民用市场的启动。随着數位技术和互联网应用的进步，摄影更深入的融入社会生活，數位音乐播放器，移动电话等數位化产品开始配备摄影功能，拍摄的图片可以用彩信等方式无线传播，摄影开始多元化发展。

### 攝影在中國大陸

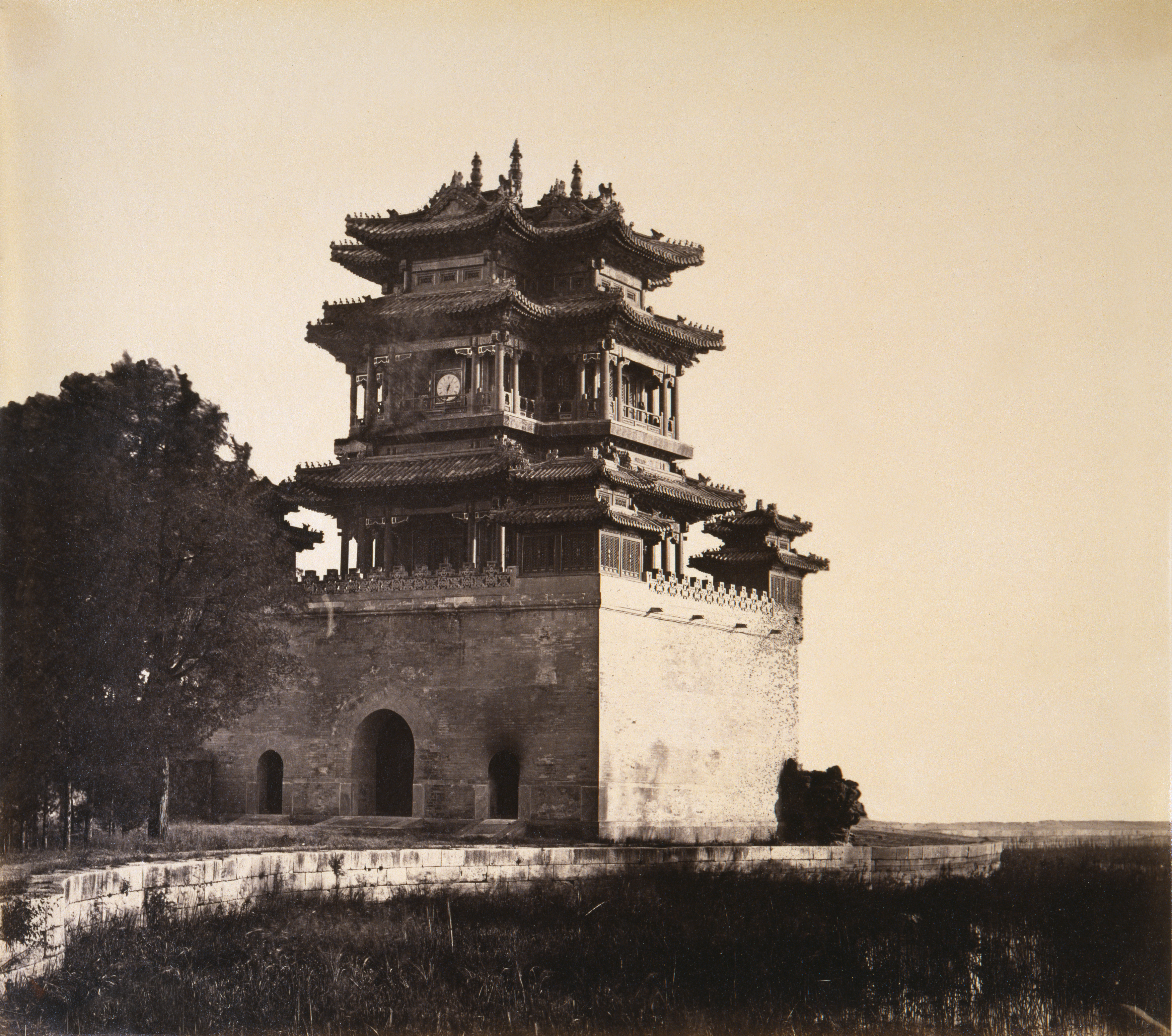
焚毁前的圆明园照片，由費利斯·比特摄于1860年10月6日-18日

- 1844年10月，法國攝影師于勒·埃及爾 (Jules Alphonse Eugene Itier) 作為法國海關總檢察官隨同赴中國進行貿易談判的法國外交使團，乘坐法國「西來納號」三桅戰艦帶著達蓋爾攝影機抵達澳門，拍下了一批澳門最早的照片。其後，又換乘「阿基米德號」赴廣州黃埔港，拍下了一批中國內地最早的照片，包括現在收藏在巴黎法國攝影博物館的兩廣總督耆英的半身像。他的照片以銀版像片為主，集中在澳門以及廣州，拍攝數量極少。[14][15][16]
- 1858年，瑞士人皮埃尔·罗西耶 (Pierre Joseph Rossier) 將立體攝影引入香港與廣東，他是首位來到中國的商業攝影師。
- 1860年，意大利人費利斯·比特 (Felice Beato) 帶來了濕版攝影，他是首位捕獲紫禁城畫面的攝影師。他的活動範圍以香港、廣州、天津、北京為主。
- 1868年初，英國商業攝影師約翰·湯姆森 (John Thomson) 在香港建立攝影室。他多次深入內地旅行，是西方首位廣泛拍攝和傳播中國影像的攝影師。在1870年至1872年间，他沿長江北上，步伐遍及廣州、澳門、汕頭、潮州、廈門、閩江、馬尾、台灣、香港、上海、膠州灣、天津、北京、漢口、宜昌、九江、南京、寧波，行程總計八千公里。[17]

- 1870年代，香港、上海出現照相館。

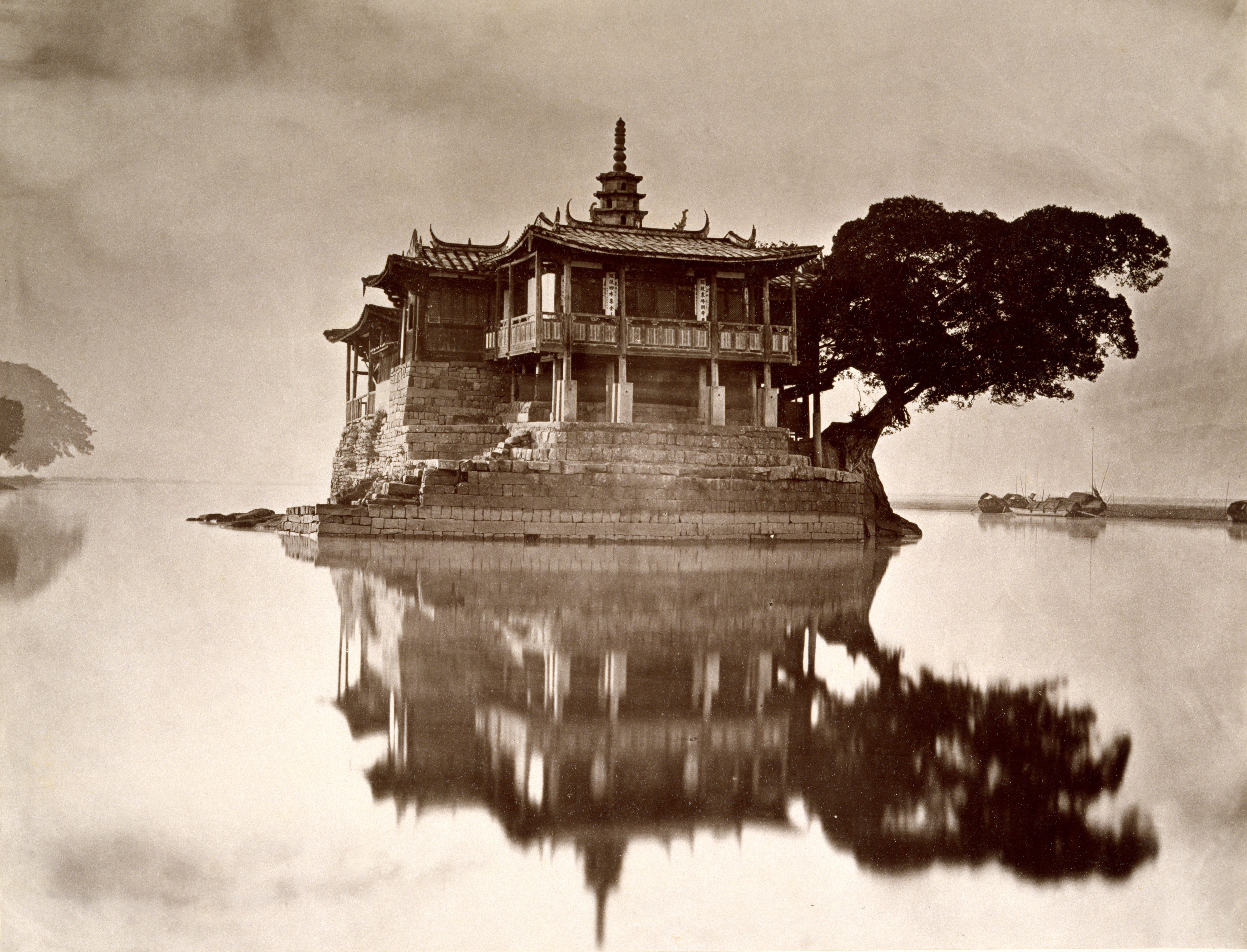
福州金山寺，約翰·湯姆森 摄于1871年

- 1875年，天津第一家照相館“梁時泰照相館”開業。
- 1892年，北京第一家照相館“豐泰照相館”開業。

### 攝影在台灣
- 台灣於日治時期引進照相技術，故沿用日本譯名稱寫真。而在大街小巷以此為業的店家，稱為寫真館。不過1950年代後，漸漸改用中文的攝影與照相館，直至1980年代，日本娛樂事業開放，寫真一詞才又興盛。

### 攝影在香港
- 在攝影術未傳入香港前，一些居港的外國商人喜歡聘請畫家為自己繪像留念，攝影日漸流行，影樓應運而生，到影樓拍照留念成為風氣，不少攝影作品至今仍保存下來。 稍後，隨著攝影技術的改良，攝影機不再是一件巨大而笨重的儀器，普通人也可以攜帶攝影機四出攝影。到了近年，香港人對攝影的要求越來越高，位於香港九龍旺角山東街47號至51號中僑商業大廈基座的星際城市也是攝影人的潮聖地。隨著時代的進步，除了實體店鋪外，熱愛攝影的人士也逐漸趨向於網上購買攝影器材，例如香港格價網， 裝備魔 JB Mall。

## 实际技术

### 曝光

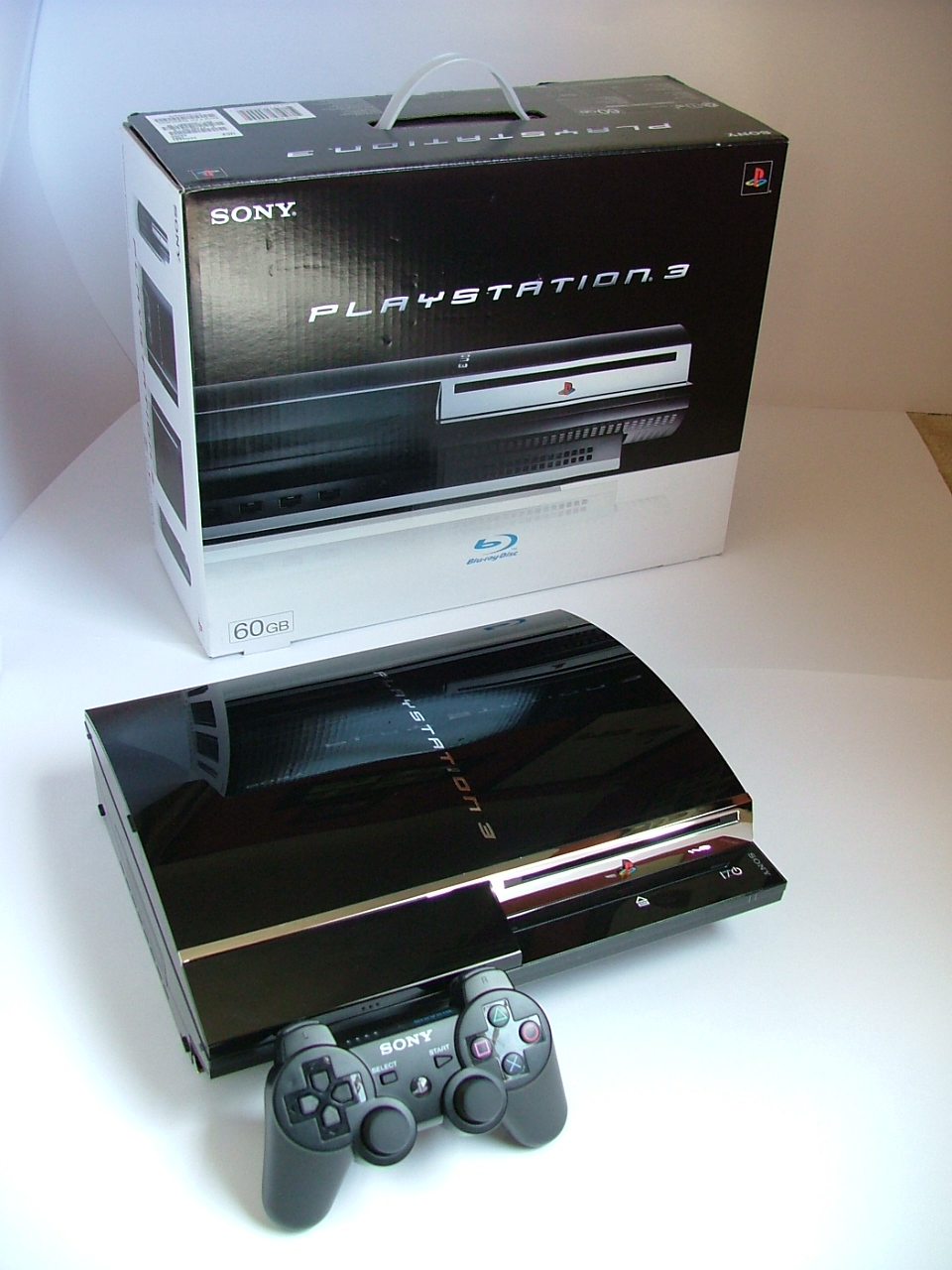
商業產品的廣告攝影

摄影的本质是捕捉光的艺术，所以曝光准确与否就成为了技术层面最核心的问题。
曝光是相机把光（通常是外界影像通过镜头内部的透镜组聚焦后）记录进感光媒体里的过程。光有强有弱，所以通过准确的光圈，快门和感光度的组合而成像。而准确曝光存在不同的光圈、快门和感光度的组合，那正是摄影的艺术所在。大光圈减低景深突出主题，而小光圈增加景深。快的快门凝固精彩的一刻，慢的快门反之，通常慢快门增加一张相的动感，如流水，晚上的车流等等。当用慢快门时，常用三角架固定攝影設備以保图像的清楚。
攝影時必須注意亮度的選擇，不可太暗，也不可太亮，要保持著HD曲線的中間調。因為在陰影部分和高光部分，反差小，細部消失，顯出一片黑或一片白。

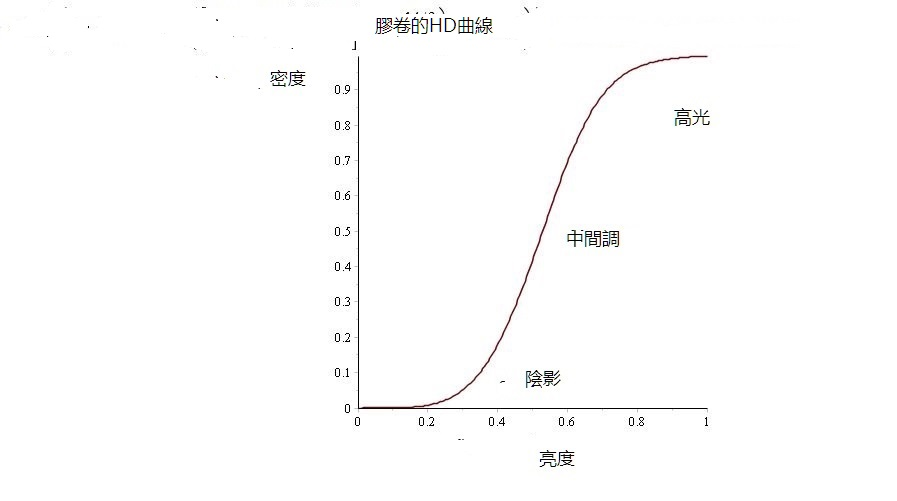
Hurt & Driffield curve for photographic film

### 后期制作
照相完成后，介质所存留的影像信息必须通过转换而再度为人眼所读取。具体方法依赖于感光手段和介质特性。对于胶片照相机，会有显影、定影、放大等过程。对于数码照相机，则需要用電腦对数据进行计算，再通过电子设备输出。

## 電腦處理
随着数码相机的广泛使用，使用电脑图片处理软件（如Photoshop)处理拍摄好的数码文件，并进行二次创作，得到作者想要的图像，数码技术的发展，给摄影带来了质的飞跃。
数码图片后期处理是现在很大的一个行业，现在的商业图片都是要经过很专业、很细致的后期图像处理，对图片的色彩、明暗、对比度等进行局部、整体的调整，使图片呈现光鲜靓丽的视觉效果。其行业应用覆盖广告、网购、艺术等诸多领域。随着手机的发展，现在个人手机上都集成了图片的后期处理功能，使自己拍摄的图片更加美化与多样了。

### 景深 Depth of Field
景深 Depth of Field ，即是一張照片中清晰的程度、範圍，以對焦主角為中心，向前、後相對清楚的空間，我們可以簡單的說，景深是一張照片中「清楚」的範圍，而不是模糊的地方。
景深起點（前緣），即是景深計算的開始，從這裡開始清晰，直到景深終點 (後緣) 超束，所以景深大小計算方法，則是 「景深終點 – 景深起點」。

## 所用设备
一般来讲，人们使用可见光照相，最常用到的是照相机。因场景和用途的不同，照相机有着非常多的分类。综合来讲，照相机都要有几个基本的部分以保证曝光过程，这包括：
- 感光介质
- 成像透镜
- 曝光时间控制机构
- 膠卷暗盒

有时，人们还会采用小孔成像的实验设备进行照相，这只需要一个有小孔的暗盒、感光介质和控制光照时间方法。

## 非可见光照相
由于有些介质可以感受可见光之外电磁波的照射，因而相应的照相技术得以开发。最为普及的是红外线照相，甚至很多民用照相机不需改装就可进行红外线照相。在普通相机内装入红外感光胶卷，即可进行照相。但是，相应的辐射强度计算还不能足够精确的给出曝光所需时间。类似情况也出现在恒星摄影中。不同波长的电磁波辐射都可以由介质保存，再显现为人眼可读的图片。普通照相是为了记录人们所见的场景，而非可见光照相则显示了人眼所不可能识别的镜像。

## 攝影類型
- 藝術攝影
- 紀實攝影
- 新聞攝影
- 應用攝影
- 數碼攝影
- 商業攝影
- 廣告攝影
- 公關攝影
- 技術攝影
- 黑白攝影
- 微距攝影
- 環景攝影
- 自然攝影
- 天文攝影
- 飛機攝影
- 雲海攝影
- 空中攝影
- 水中攝影
- 風光攝影
- 街頭攝影
- 建築攝影
- 廢墟攝影
- 靜物攝影
- 人物攝影
- 裸體攝影
- 非裸攝影
- 魅力攝影
- 時裝攝影
- 婚紗攝影
- 觀念攝影
- 畫意攝影
- 旅遊攝影
- 鐵道攝影
- 法醫攝影
- 圖庫攝影
- 拼貼攝影
- 家庭攝影
- 業餘攝影
- 電影攝影
- 高班生攝影
- 數繪攝影

## 各種攝影作品

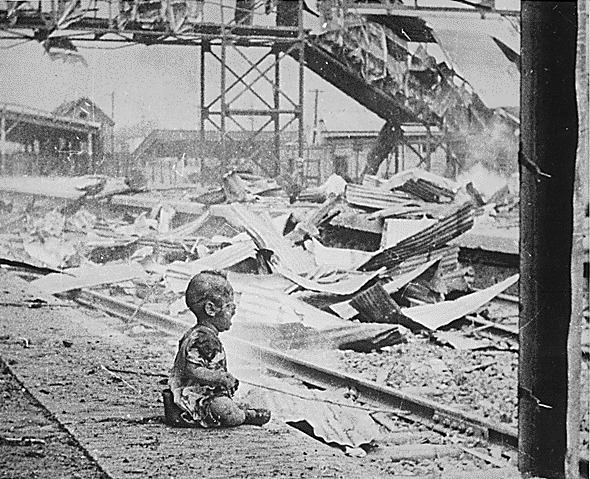
中國娃娃 - 王小亭
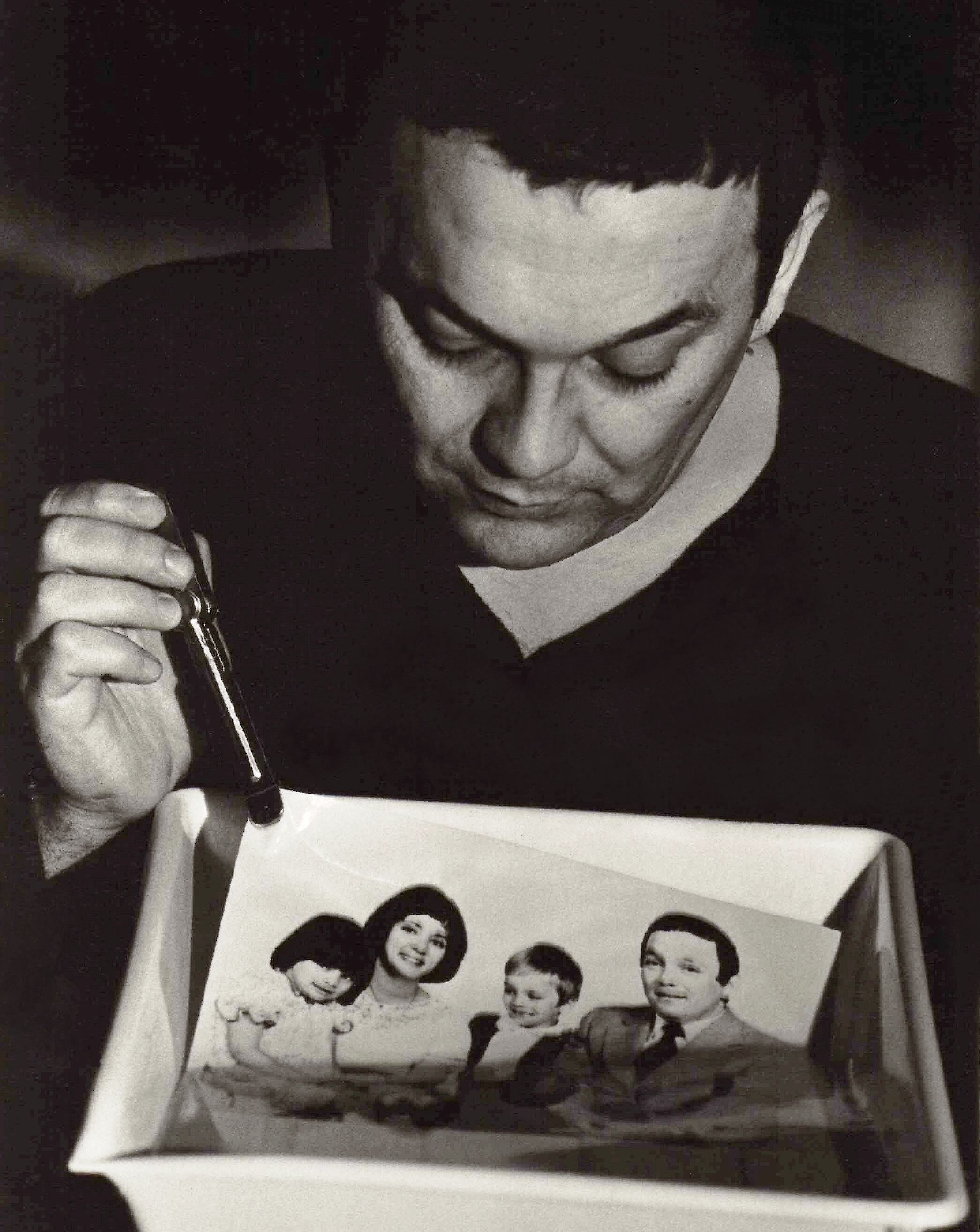
一張照片在进行最後的化學浴。
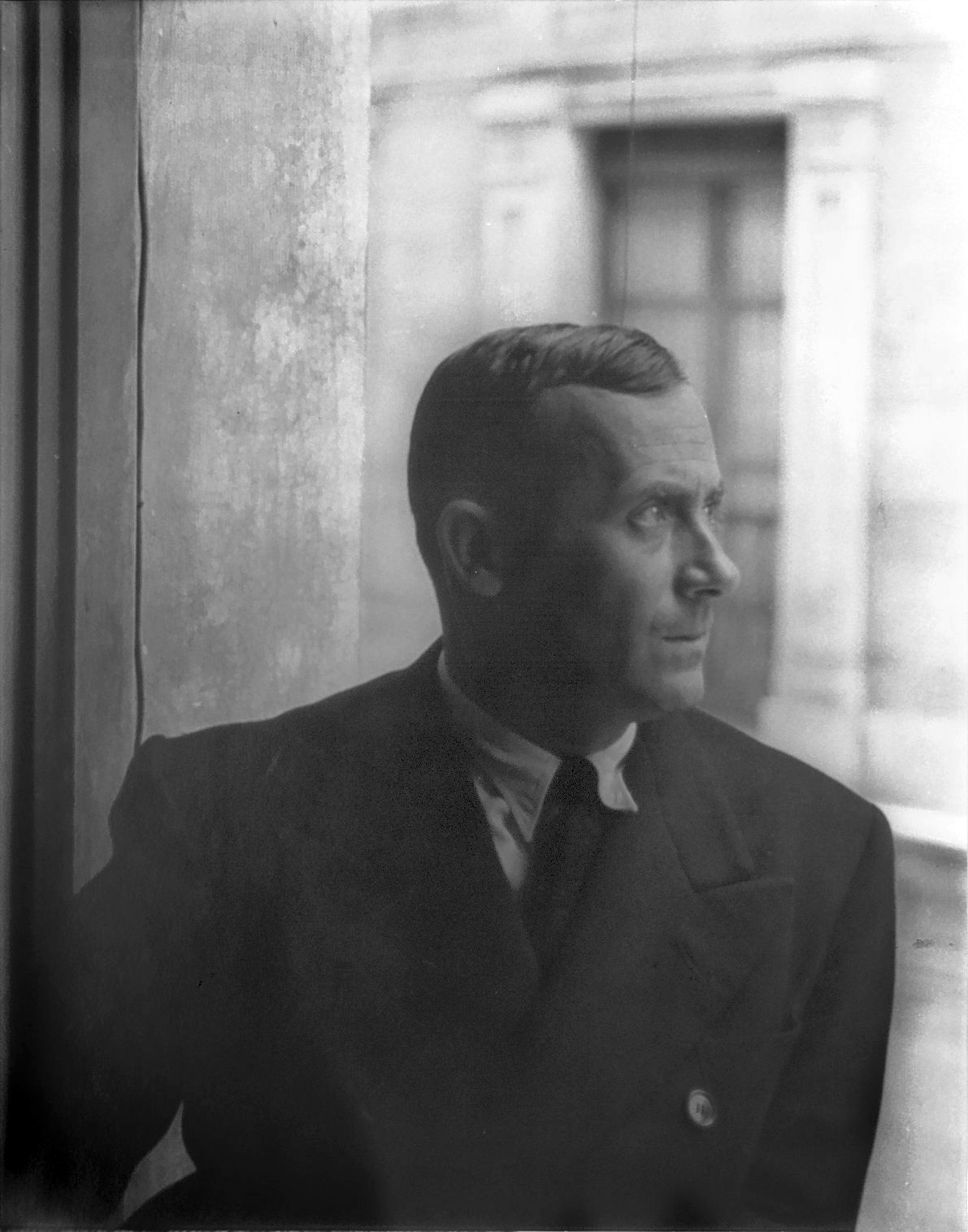
胡安·姆羅
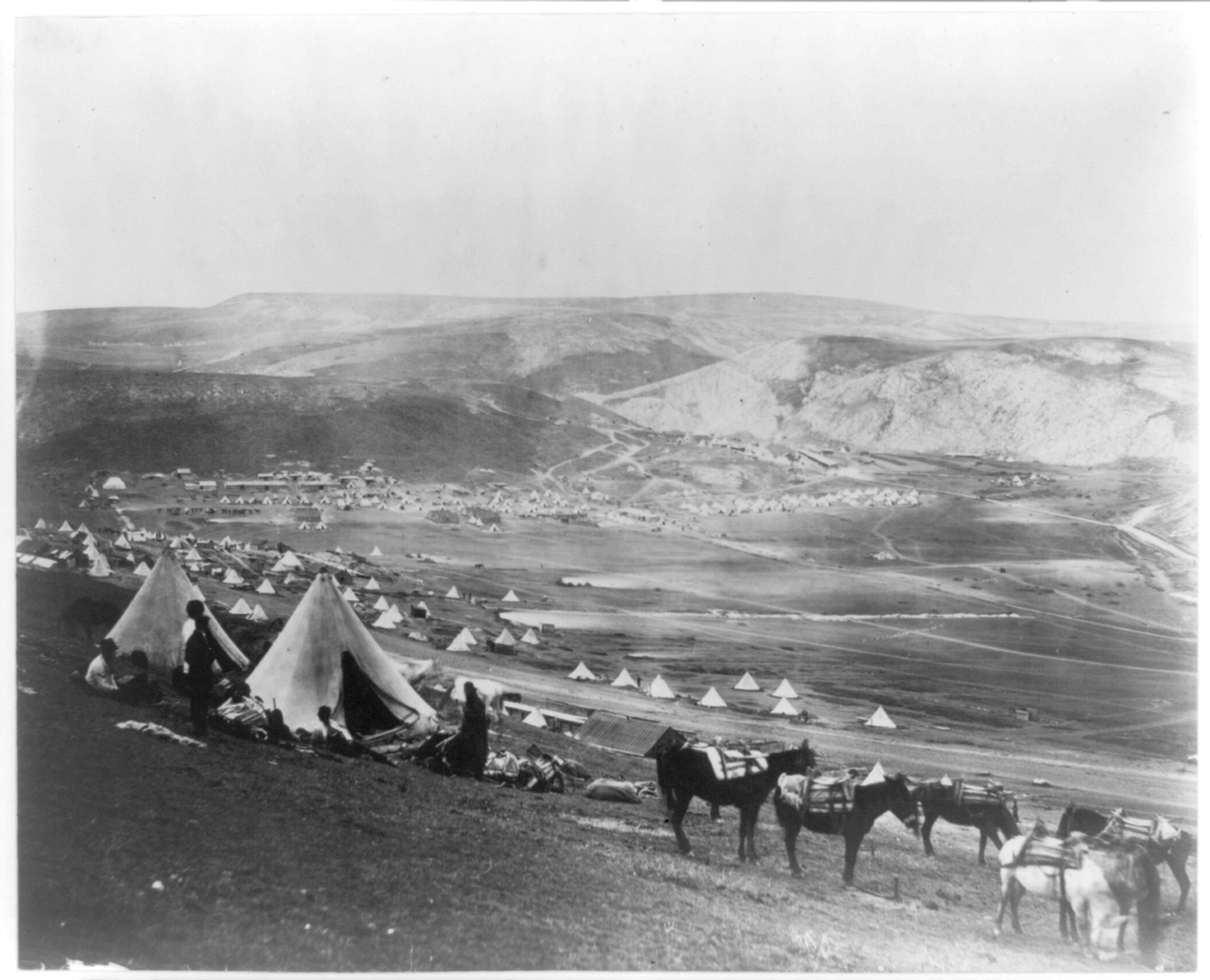
Cavalry camp near Balaklava - Crimean War
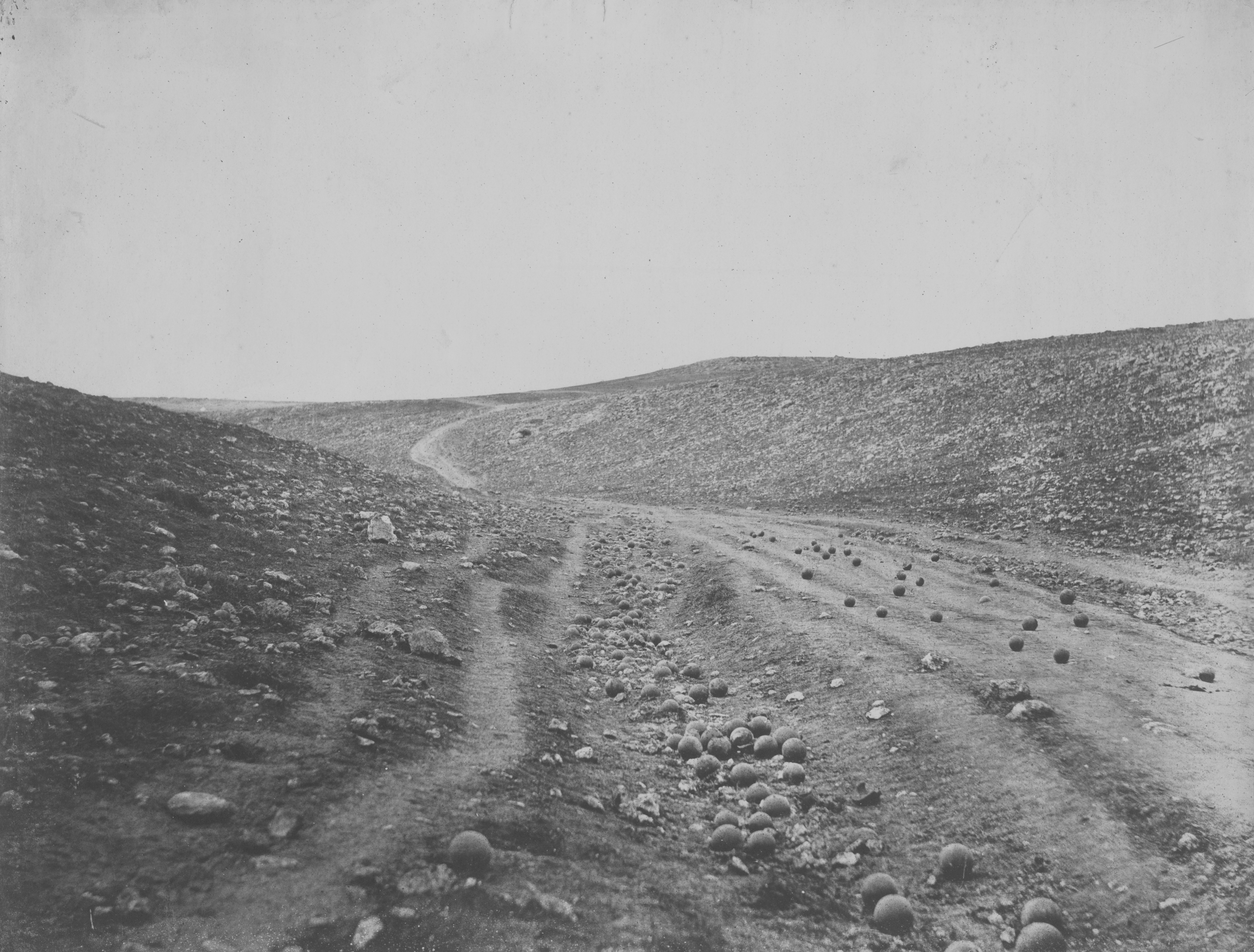
The Valley of the Shadow of Death - Roger Fenton（英语：Roger Fenton）
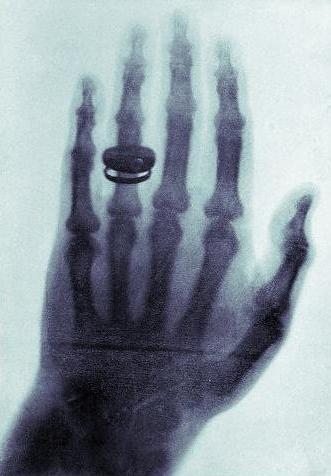
X射線 - 威廉·倫琴
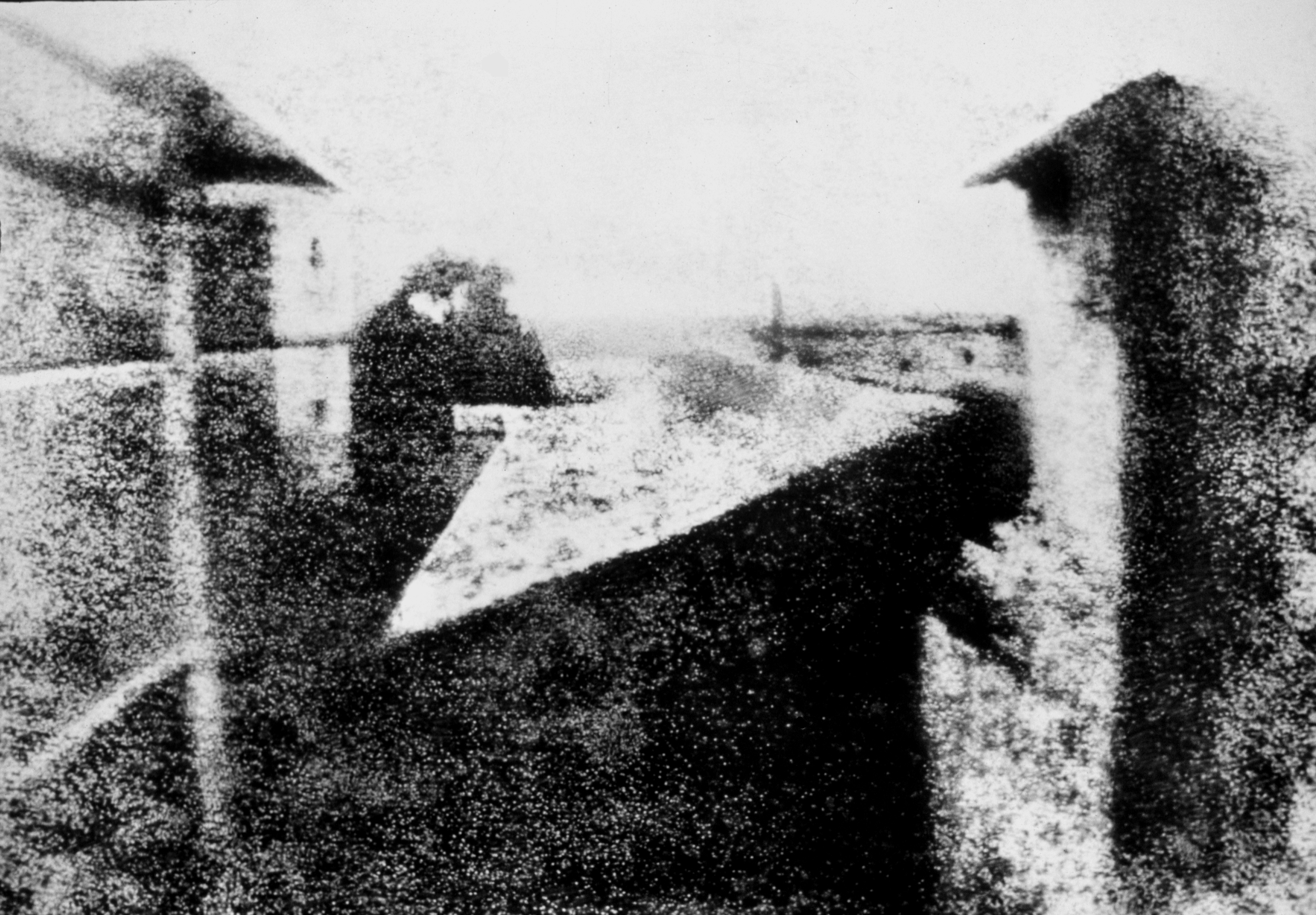
在萊斯格拉的窗外景色
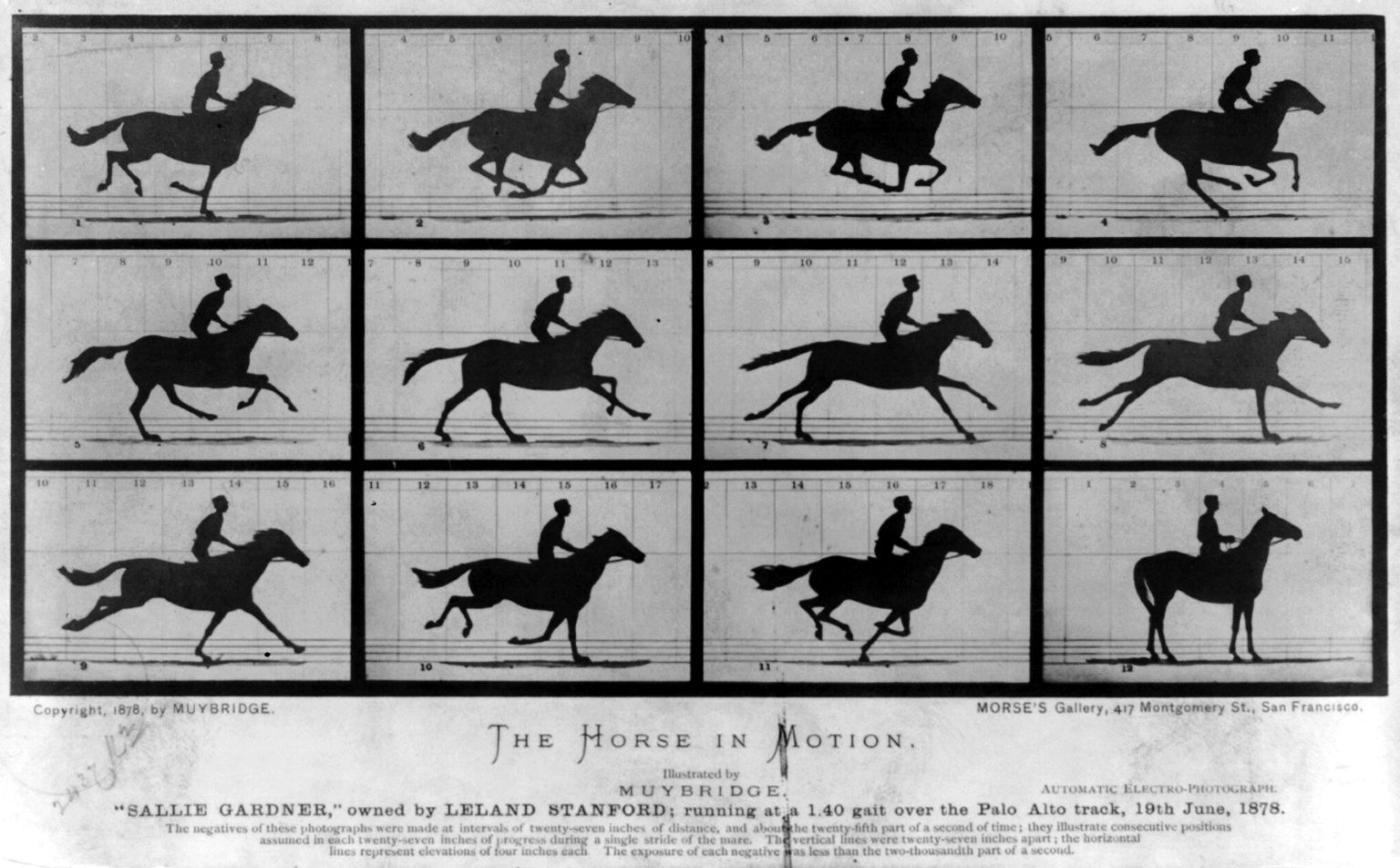
The Horse in Motion（英语：Sallie Gardner at a Gallop） - 邁布里奇
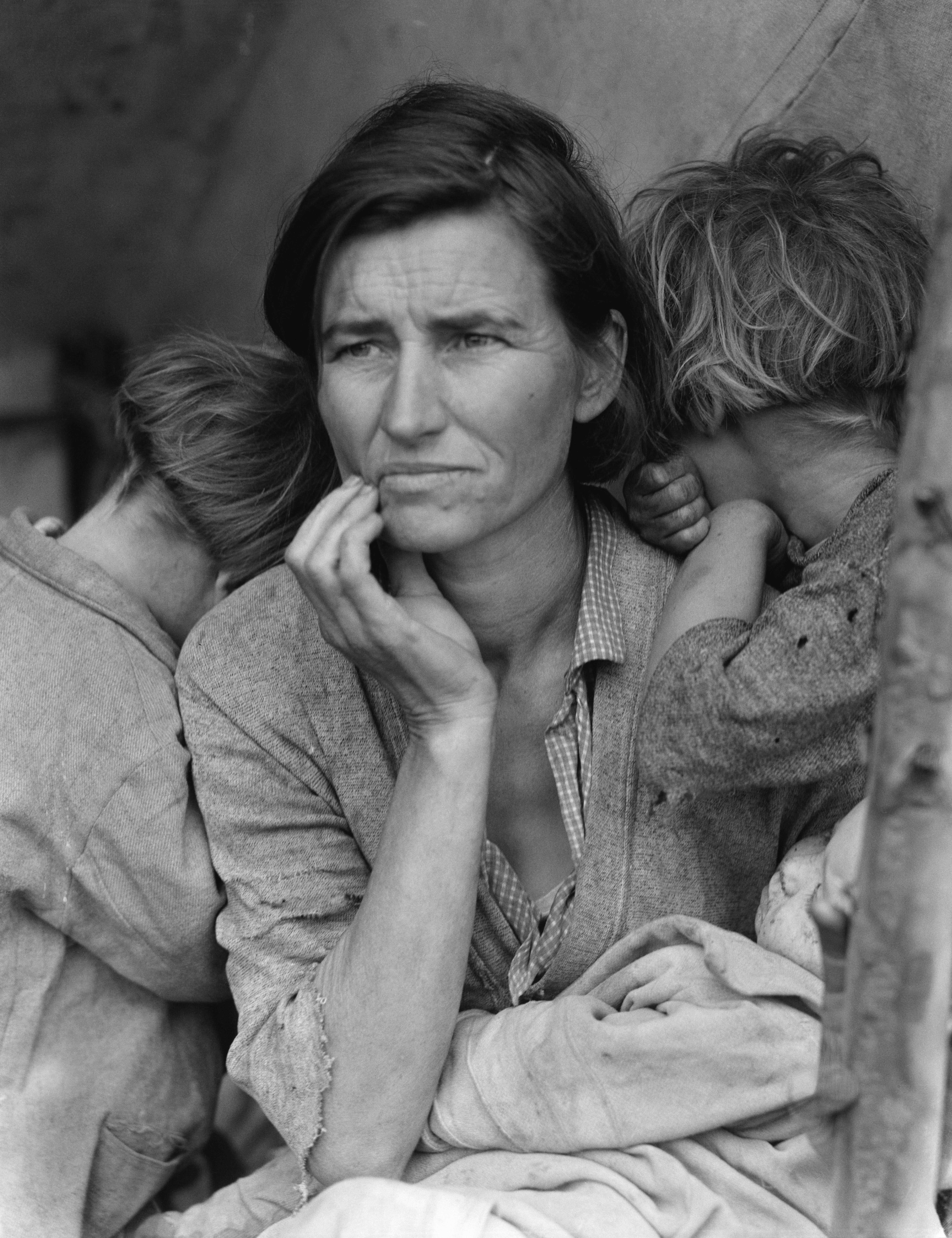
Migrant Mother（英语：Florence Owens Thompson） - 多萝西·兰格
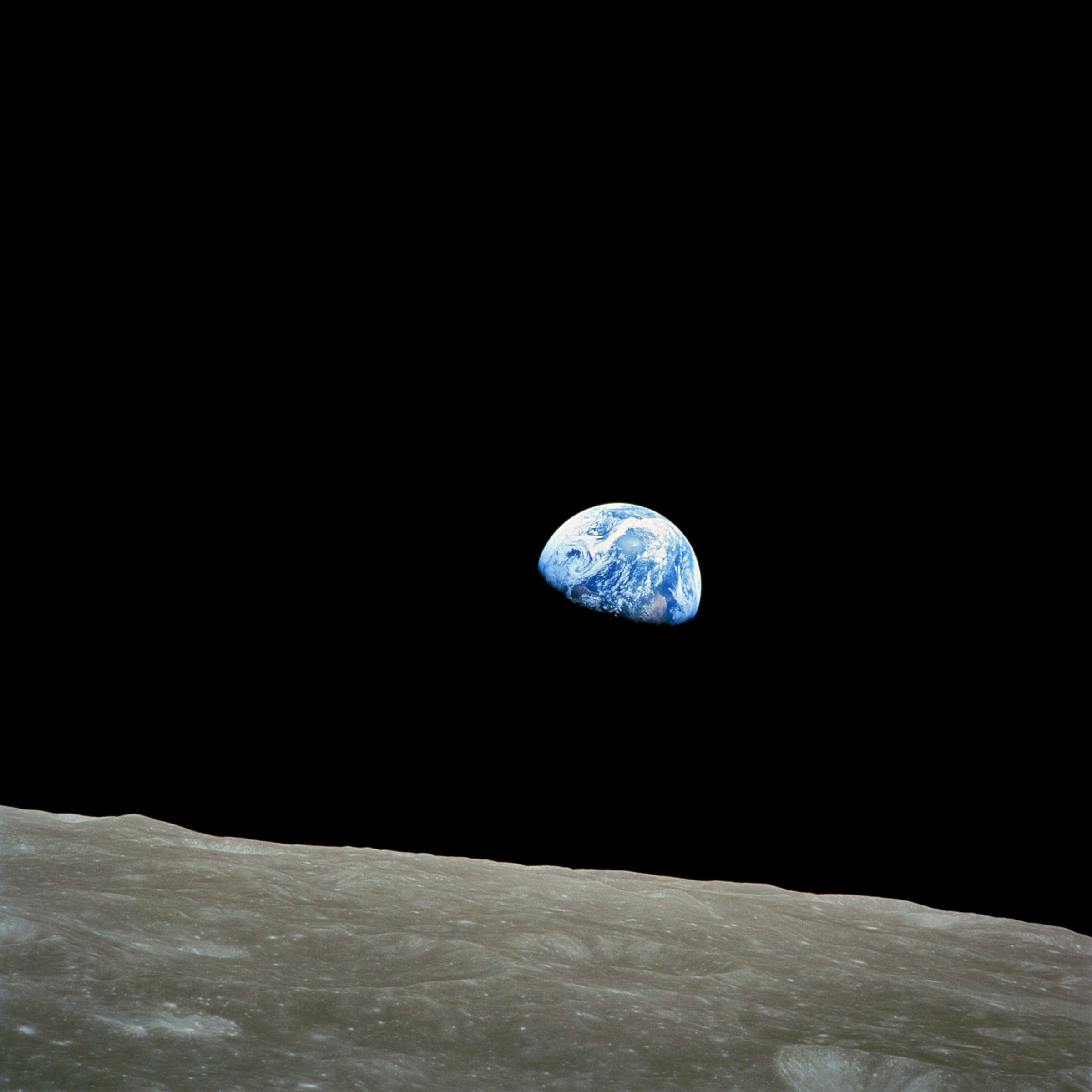
Earthrise - 威廉·安德斯
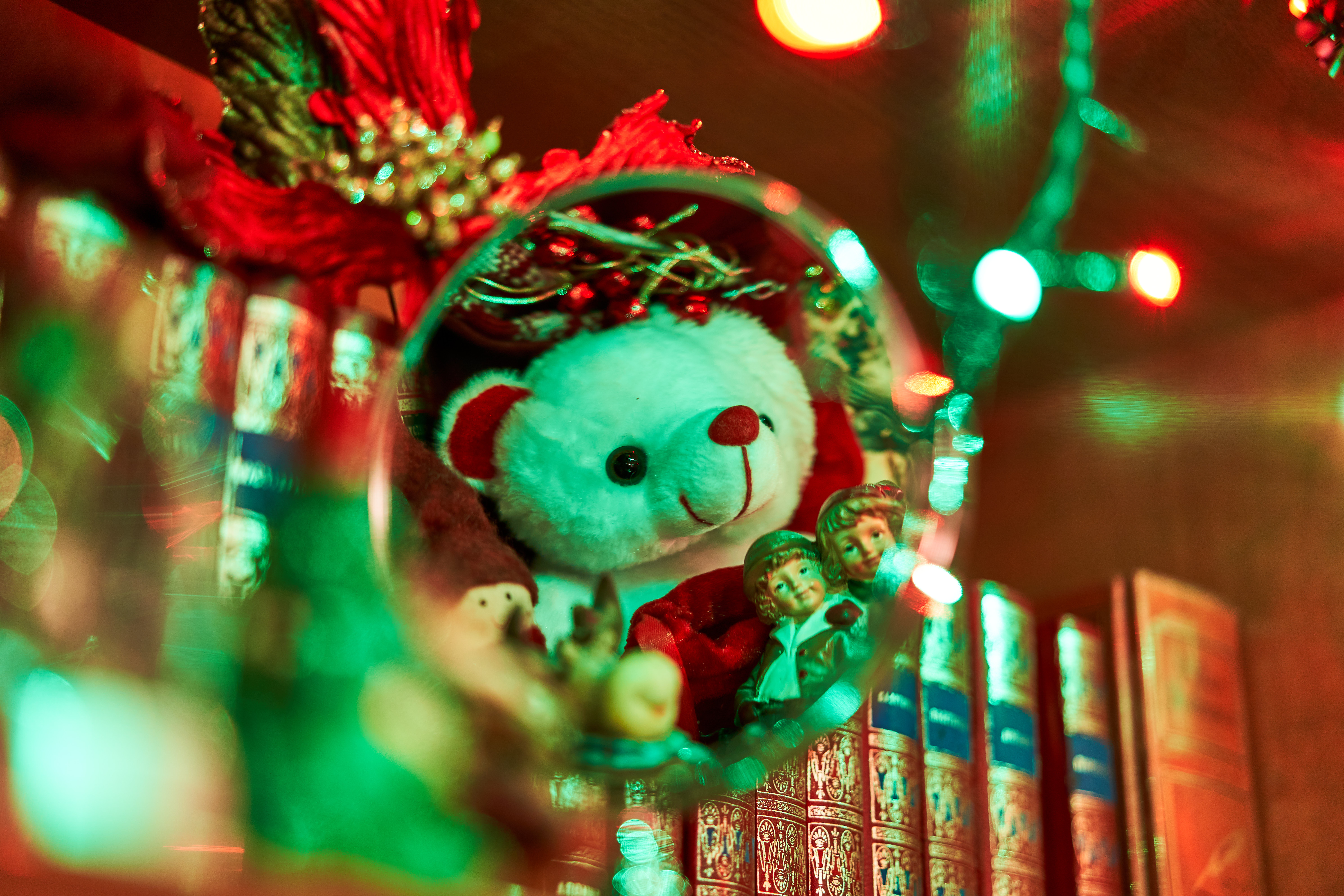
現代靜物攝影作品
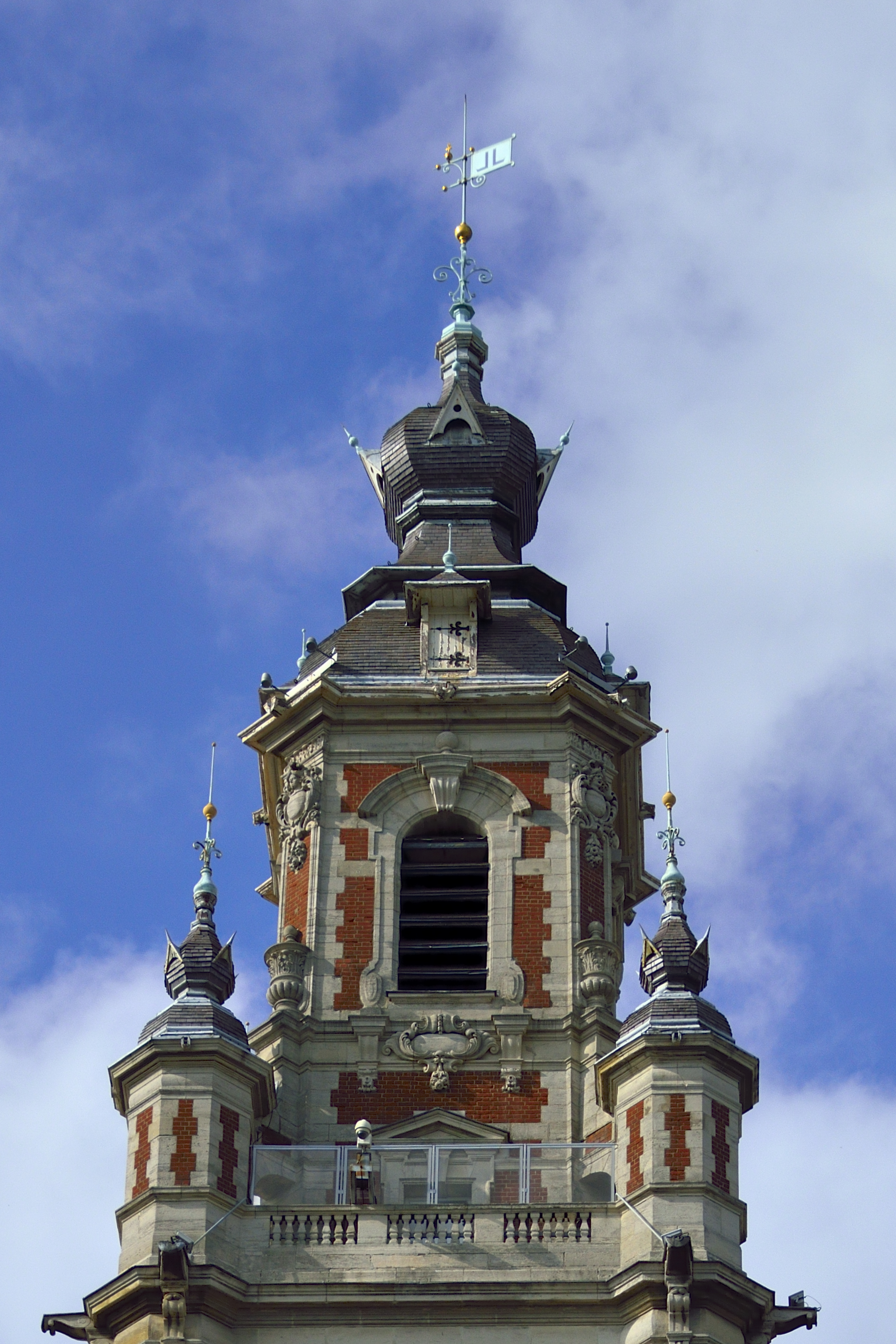
建築攝影
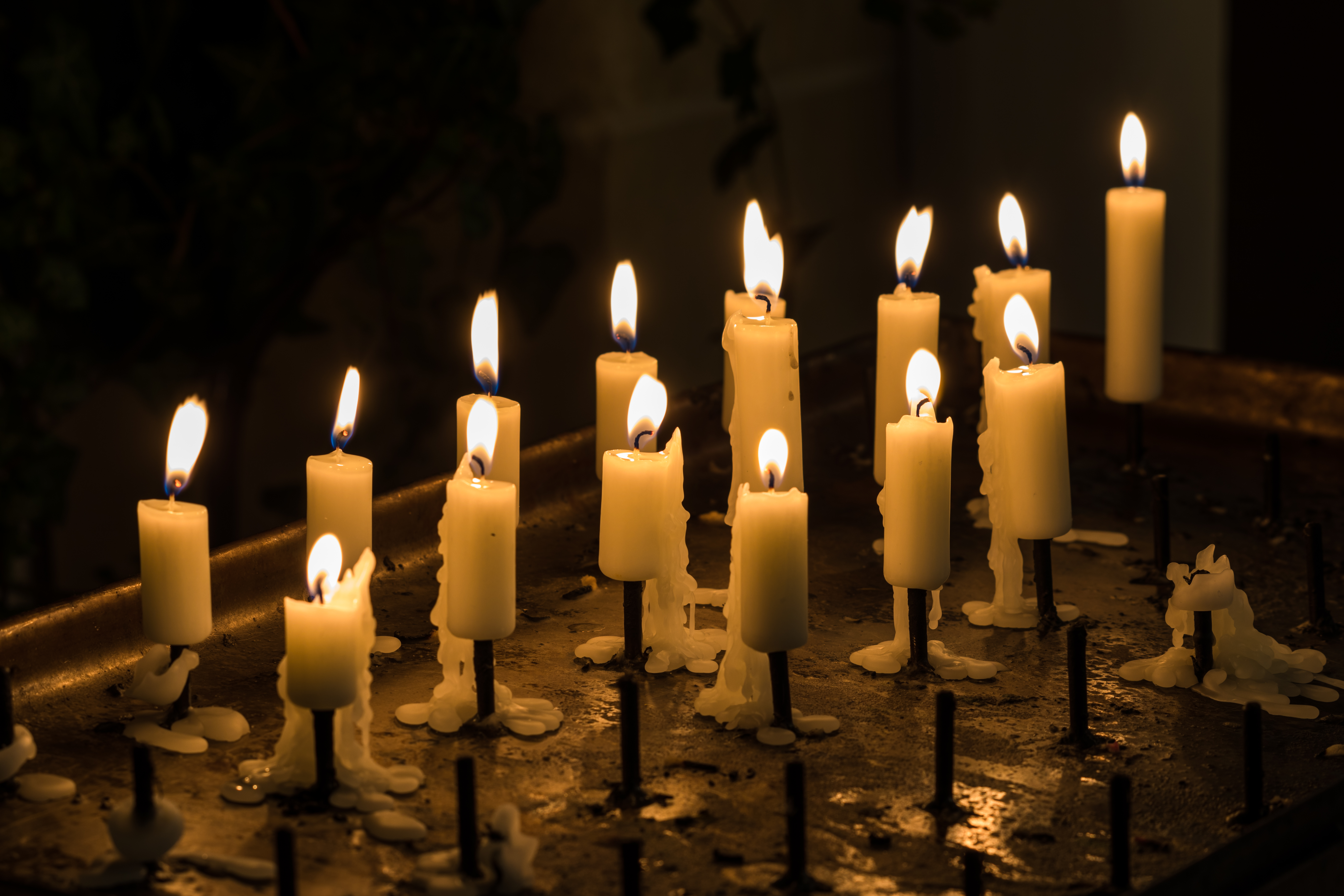
靜物寫生
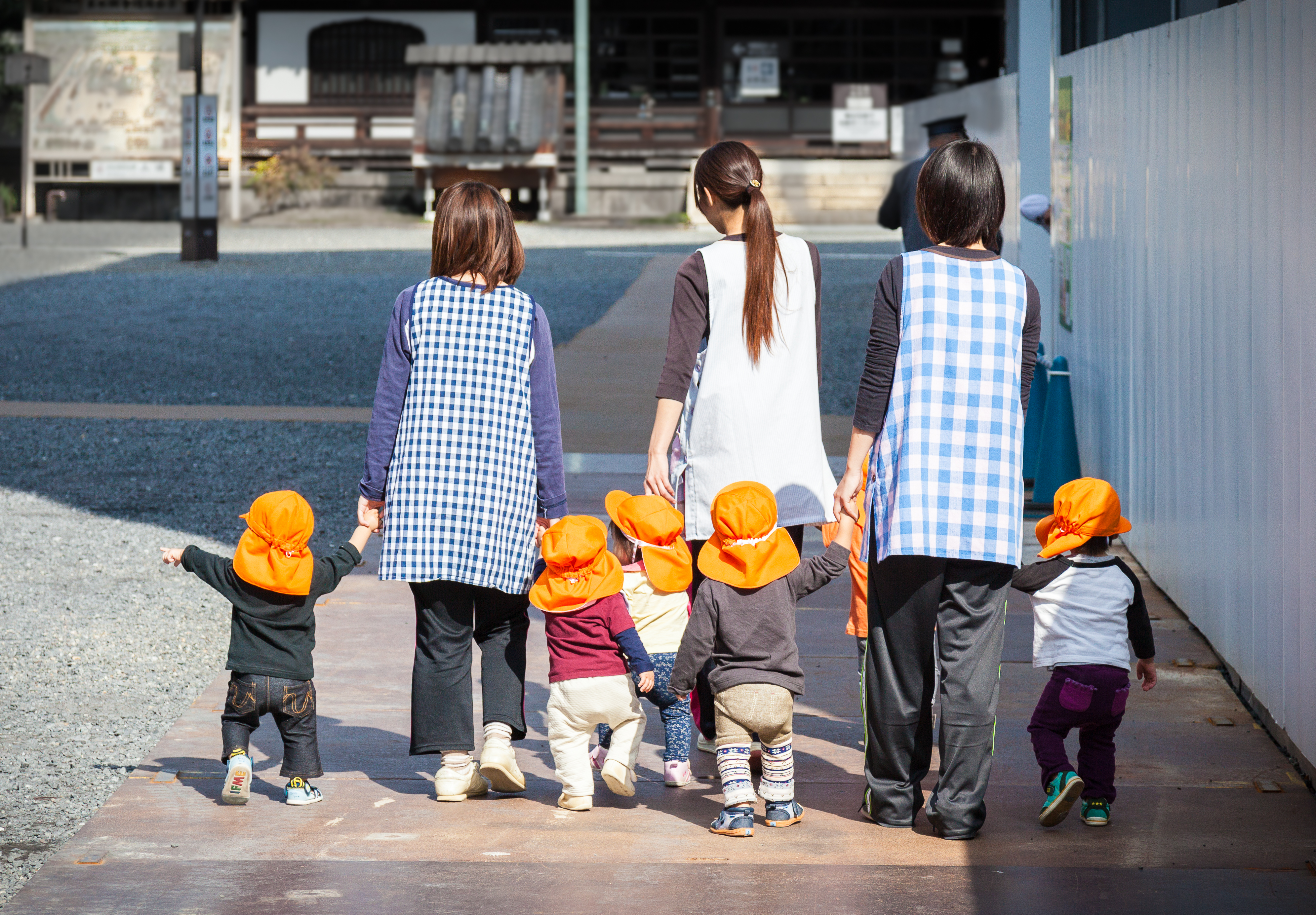
人物攝影
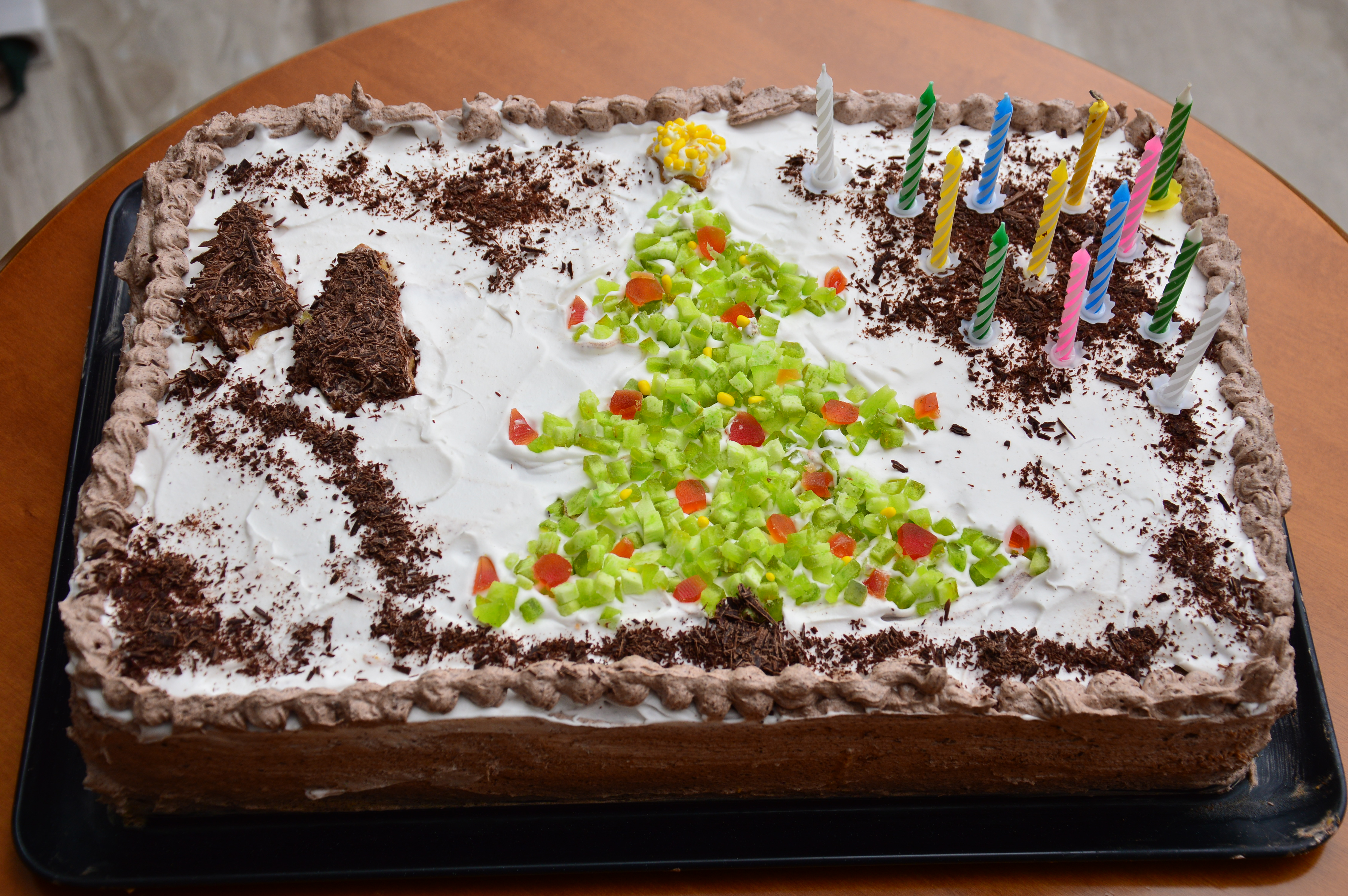
聖誕節蛋糕攝影-食物攝影
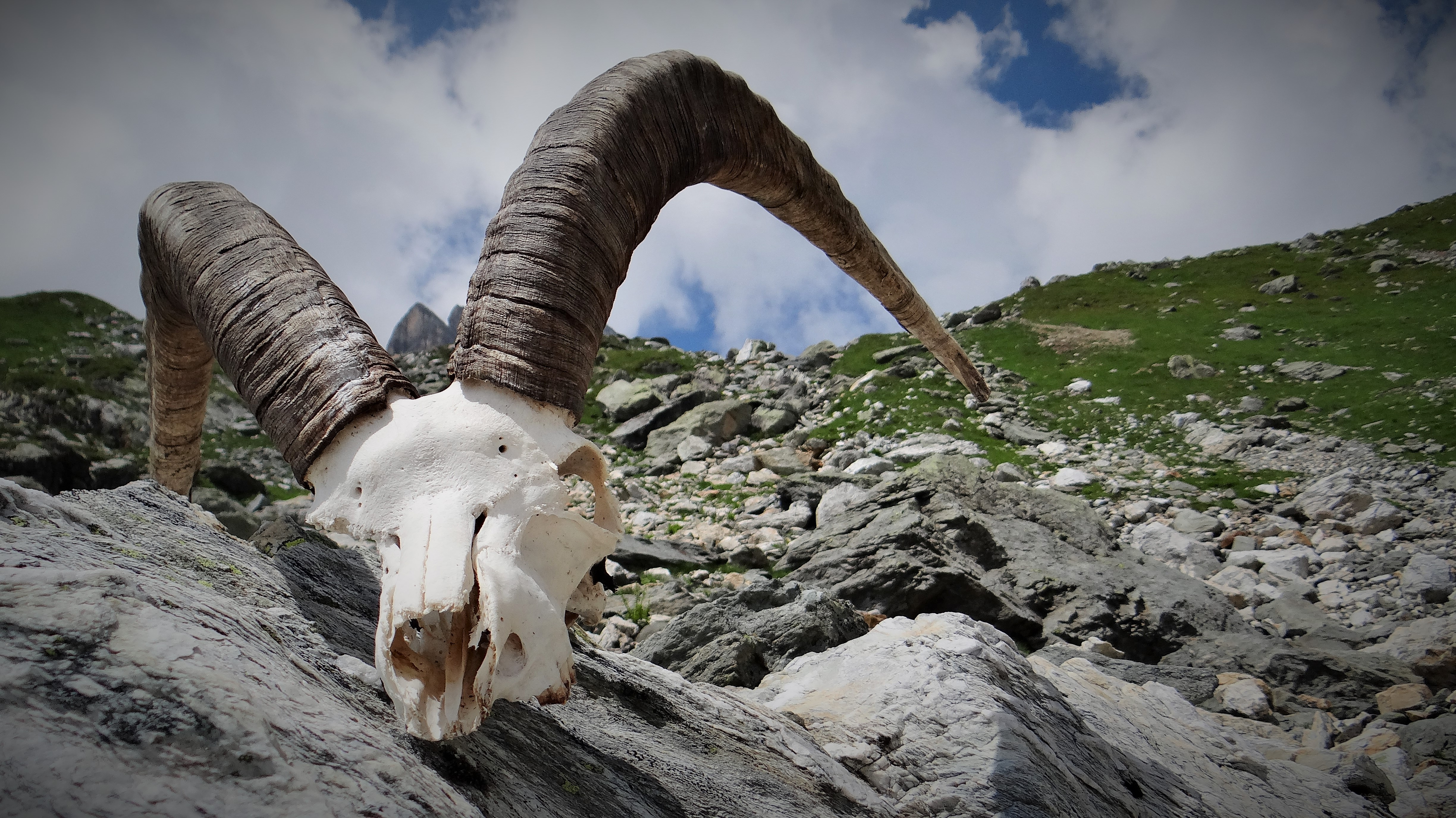
大自然攝影
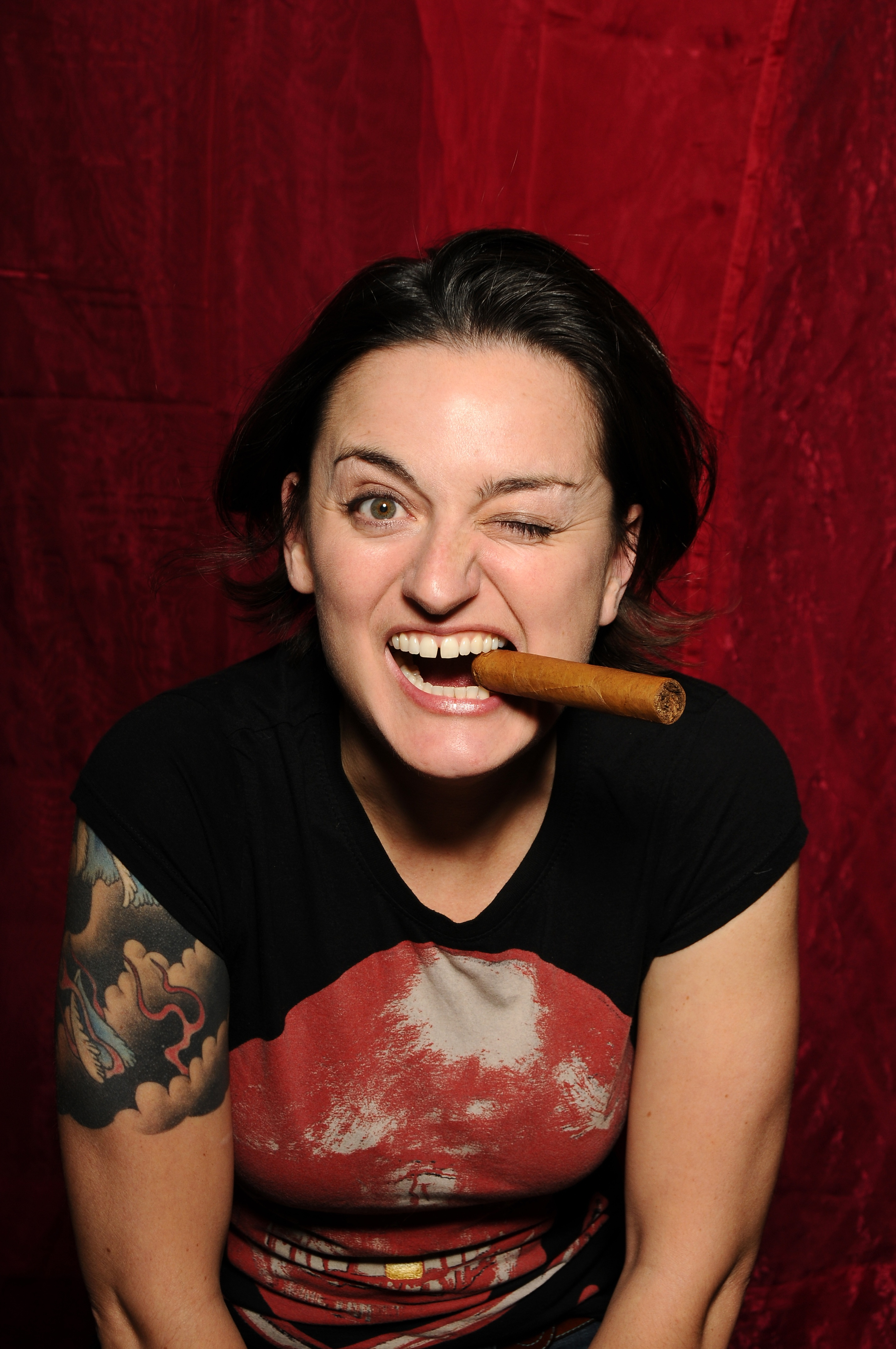
一名女子肖像攝影作品
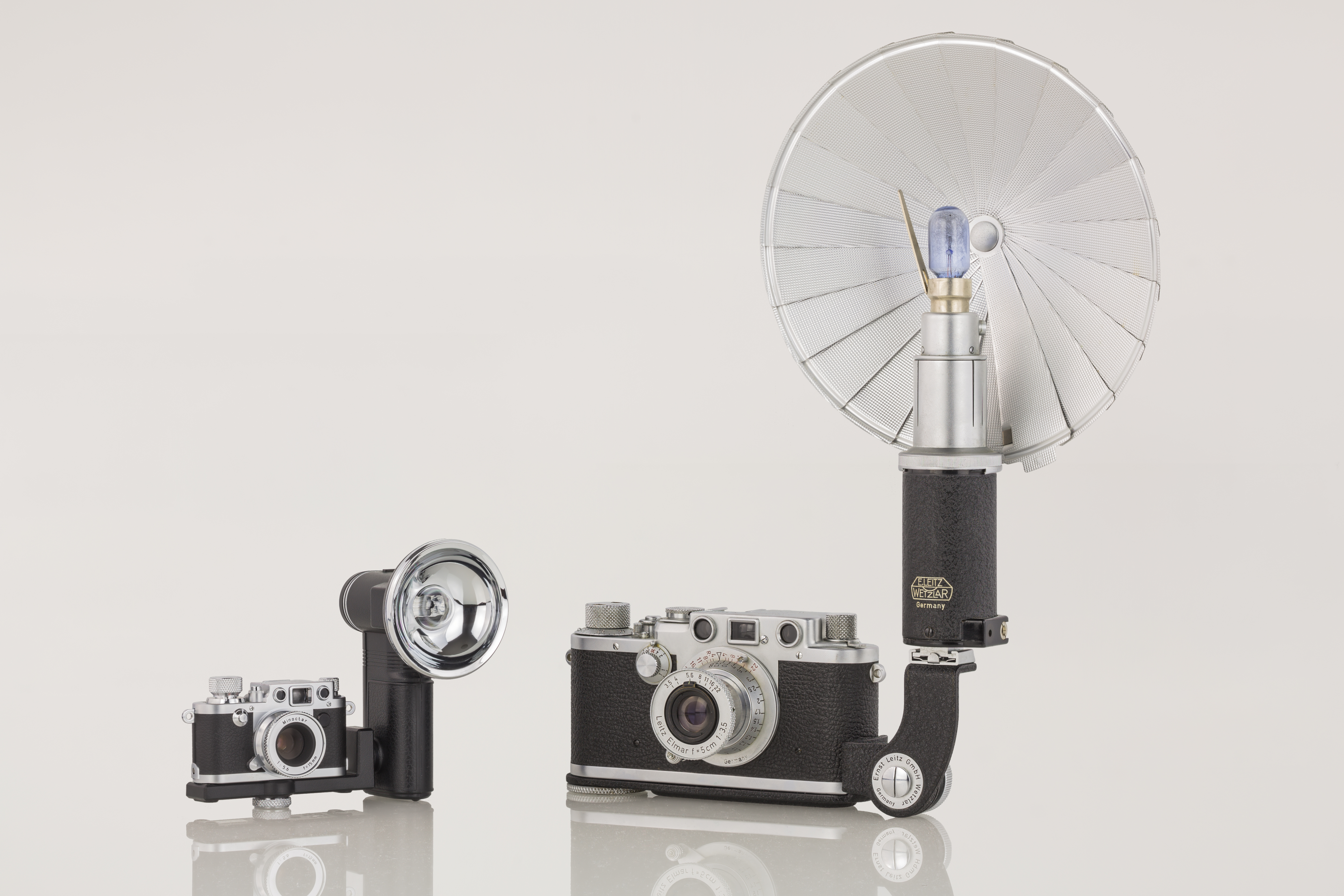
攝影作品

## 延伸閱讀
書籍
- 翟錦文. . 中華書局(香港)有限公司. 2006  [2013-04-29]. ISBN 962-231-497-X. （原始内容存档于2016-11-18）.
- 吳鋼. . 中國攝影出版社. 2006  [2013-04-29]. ISBN 7-80007-955-4. （原始内容存档于2014-08-18）.
- 克里斯多佛·詹姆士. . 上海人民美術出版社. 2006  [2013-04-29]. ISBN 7-5322-4707-4. （原始内容存档于2013-05-30）.
- 肯尼思·科布勒. . 陝西師範大學出版社. 2006  [2013-05-05]. ISBN 7-5613-2756-0. （原始内容存档于2021-02-08）.
- 安迪·斯蒂爾. . 浙江攝影出版社. 2007  [2013-05-05]. ISBN 978-7-80686-552-1. （原始内容存档于2021-02-08）.

## 外部連結
- OLYMPUS 相機
- 萊卡相機
- Sony相機  （页面存档备份，存于）
- 佳能相機  （页面存档备份，存于）
- 尼康相機 （页面存档备份，存于）
- 什麼是濕版攝影？ （页面存档备份，存于）